# Reconstruction du Vieux-Port de Marseille
La reconstruction du Vieux-Port de Marseille est un projet d'urbanisme conduit à Marseille entre 1945 et 1960 ayant visé la reconstruction du quartier détruit par l'armée d'occupation allemande, soutenue par l'État français en février 1943, en partie basse de la rive nord du Vieux-Port, dans le 2e arrondissement. L'expression désigne également le quartier moderne qui en a résulté.
Ce projet découle directement des destructions de 1943 mais trouve aussi d'autres racines plus anciennes, en particulier dans les plans d'aménagement de Jacques Gréber (1933) et d'Eugène Beaudouin (1942).
De nombreux architectes ont été associés au projet à partir de 1946. On peut notamment mentionner Roger-Henri Expert, André Leconte, Auguste Perret, Fernand Pouillon et André Devin qui ont successivement, officiellement ou officieusement, tenu le rôle d'architecte en chef du projet. La figure de Fernand Pouillon est le plus souvent mise en avant. On lui doit la conception des immeubles en front de quai dont celui des 42-66 quai du Port, inscrit en 1993 au titre des Monuments Historiques, ainsi que celle du sous-ensemble La Tourette qui a reçu en 2000 le label Patrimoine du XXe siècle. Plus largement, toujours en 2000, c'est l'ensemble du quartier qui a reçu ce même label, devenu depuis label Architecture contemporaine remarquable.

## Historique

### 1920-1940: des idées de transformation antérieures à la guerre

#### Le plan Gréber
Le début du XXe siècle voit naitre l'urbanisme moderne : création du Musée social en 1894 et de sa Section d’hygiène urbaine et rurale (SHUR) en 1908, création de la Société française des urbanistes (SFU) en 1911... Ce mouvement aboutit à la loi Cornudet de 1919 qui impose aux villes d'établir un Plan d'Aménagement, d'Embellissement et d'Extension (PAEE). La municipalité de Marseille confie cette tâche en 1931 à l'architecte et urbaniste parisien Jacques Gréber (1882-1962) qui livre son rapport final en 1933. Son plan est avant tout celui d'une ville en expansion, soucieuse de son développement économique. Il s'intéresse notamment au besoin de renforcer le réseau routier et préfigure les grandes percées autoroutières devant conduire jusqu'au centre-ville. Dans le quartier du Vieux-Port, Jacques Gréber prévoit un vaste agrandissement de l'Hôtel de ville, sur la zone correspondant à l'actuelle place Villeneuve-Bargemon. Des modifications plus radicales sont aussi esquissées pour le futur, s'apparentant à une extension des zones haussmannisées qui, partant de la rue de la République, s'étendraient jusqu'à englober l'Hôtel de ville,. Il insiste par contre sur l'intérêt de préserver le paysage général et les façades du front de quai. Comme dans beaucoup d'autres villes (désintérêt des élus locaux, contraintes du processus d'approbation administrative, difficultés de financements, résistance des propriétaires...), ce PAEE restera sans suite directe, malgré un accueil initial favorable.

#### La mauvaise image du quartier du Vieux-Port

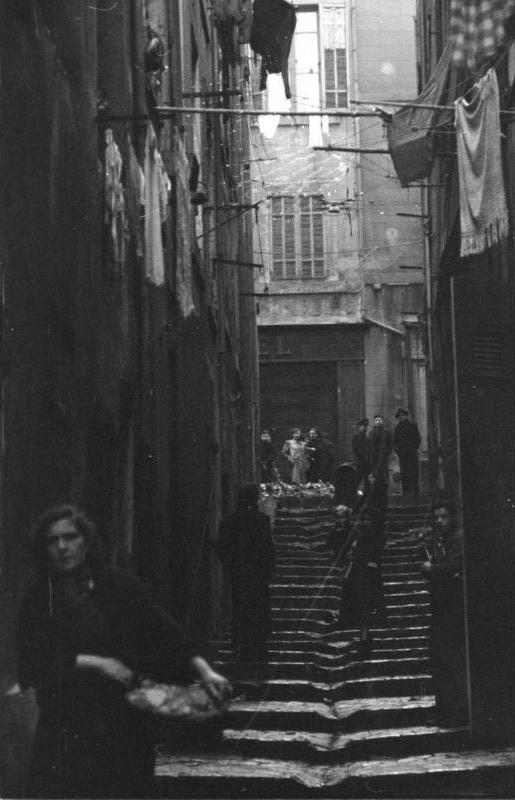
Une ruelle de la vieille ville peu avant l'évacuation.

Parallèlement, la mauvaise image des quartiers populaires du centre ville alimente aussi des volontés de transformations urbaines. Tout en étant célébré comme le cœur battant de la ville, le symbole de ses origines grecques et de son ouverture sur le monde, l'écrin de monuments historiques et d'un paysage grandiose, le Vieux-Port (et plus spécifiquement la partie basse de sa rive nord) souffre aussi, dès la fin du XIXe siècle, d'une mauvaise image qui ne cessera de se dégrader durant l'entre-deux-guerres. Sont dénoncés son « cosmopolitisme », ses ruelles étroites et ses maisons délabrées, son « manque d'hygiène », ses femmes « de mauvaise vie », ses « trafics », la corruption et l'emprise du « Milieu marseillais »... Des causes comparables conduisent entre 1911 et 1937, par vagues, à la destruction complète du quartier dit « derrière la Bourse »,. Des vues tout aussi radicales sont parfois évoquées pour la rive nord du Vieux-Port. Ce phénomène n'est pas propre à Marseille mais à un contexte culturel qui met en avant l'hygiénisme et la modernité. L'idée d'une rénovation urbaine passant par de vastes destructions est alors une possibilité relativement consensuelle qui perdurera d'ailleurs jusque dans les années 1960 .

#### L'inventaire des monuments remarquables

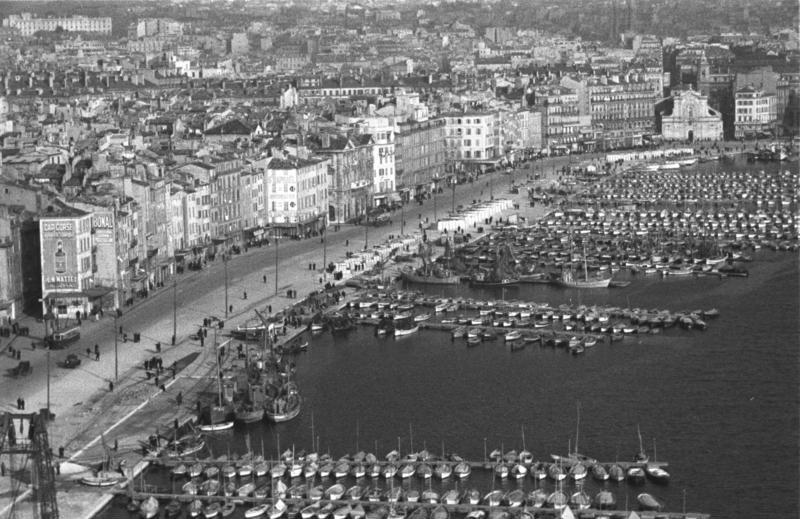
Le quartier et ses façades, peu avant sa destruction.

C'est à la même époque que se développe la notion de patrimoine historique qui jouera un rôle important pour la préservation de quelques bâtiments lors du dynamitage de 1943. Les premières démarches du XIXe siècle s'incarnent dans les lois de 1887 puis de 1913. Outre l'Hôtel de ville baroque (trop récent pour être classé suivant les critères de l'époque mais par ailleurs perçu comme un bâtiment majeur de la ville), les premiers monuments du quartier à attirer l'attention sont la chapelle du baptistère de l'église Saint-Laurent (classée en 1921), la Maison Diamantée (classée en 1925) et l'Hôtel de Cabre (inscrit en 1926).
Les Plans d'aménagement, d'embellissement et d'extension (PAEE) devaient eux aussi recenser et prendre en compte les monuments ou paysages urbains « archéologiques », « esthétiques », « pittoresques ». Cette exigence était même renforcée du fait de la loi du 2 mai 1930 « ayant pour objet de réorganiser la protection des monuments naturels et des sites de caractère artistique, historique, scientifique, légendaire ou pittoresque ». Dans son rapport de 1933, Jacques Gréber ajoute ainsi à la liste précédente les bâtiments de la consigne sanitaire à l'entrée du port, l'Hôtel de l'Échevin Franciscou et l'Hôtel du Chevalier de Marin,. Il insiste surtout sur l'intérêt de préserver le paysage général du site, plaidant pour la reprise des gabarits existants et pour la protection des façades du front de quai. Il rejoint sur ce point les représentations « de la société locale qui distingue et démarque dans une claire dualité le tissu dégradé et dévalorisé de la vieille ville et les valeurs positives éternelles qu’exprime le site du Lacydon dans son entier ».
Parallèlement, Émile Isnard, archiviste en chef de la ville, crée en 1936 la revue municipale Marseille. Avec l'historien Raoul Busquet, le journaliste André Remacle et le photographe Marcel de Renzis, il y publie de nombreuses monographies sur les monuments historiques, contribuant à faire connaitre ce patrimoine auprès des Marseillais.

### 1940-1942: les vues du régime de Vichy et le plan Beaudouin

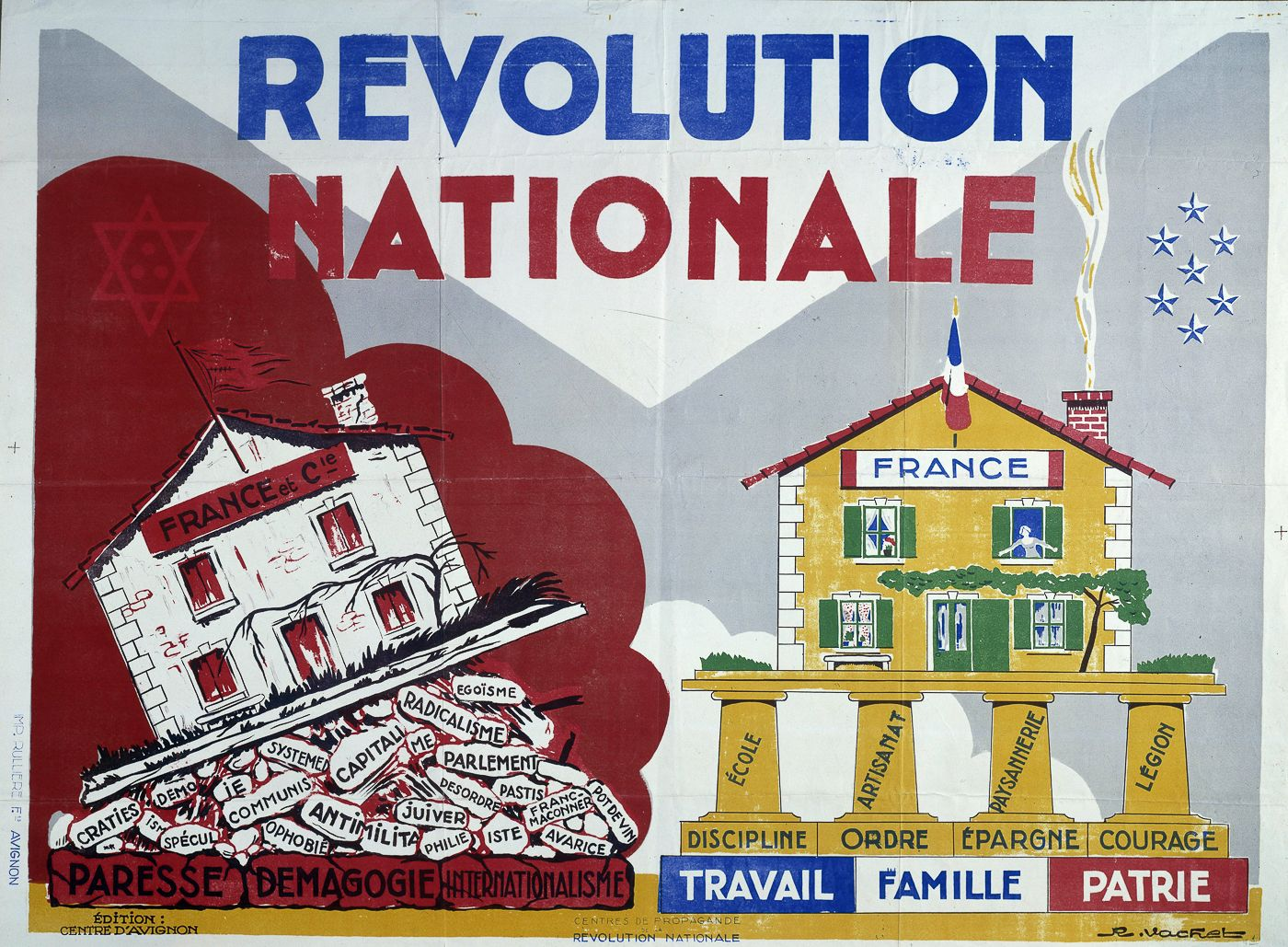
Affiche de promotion de la Révolution nationale.

L'arrivée au pouvoir du régime de Vichy en juillet 1940 ne fait que renforcer à la fois l'idée d'une nécessaire modernisation de la ville de Marseille et la stigmatisation de ses quartiers populaires. Marseille est alors l'une des deux grandes villes, avec Lyon, et le principal port de la Zone libre, ce qui conduit Pétain à déclarer : « Le redressement de la France est lié à celui de Marseille ». La mise sous tutelle de Marseille depuis mars 1939, après l'incendie des Nouvelles Galeries, offre par ailleurs au régime de Vichy un cadre favorable pour exprimer son volontarisme et les vues urbanistiques de sa Révolution nationale.
Pierre Barraud, nouvellement nommé secrétaire général de la préfecture des Bouches-du-Rhône et délégué pour l’administration de la ville de Marseille, confie en décembre 1940 à l'architecte et urbaniste Eugène Beaudouin (1898-1983), maître reconnu qui vient de rapatrier son atelier parisien à Marseille, en zone libre, l'étude d'un nouveau Plan d'Aménagement, d'Embellissement et d'Extension (PAEE) pour la ville de Marseille. Le rapport final est rendu public en 1942. Ses objectifs pour le réseau routier sont comparables à ceux du Plan Gréber mais plus radicaux, prenant explicitement modèle sur les « voies romaines qui coupaient droit à travers la campagne ». Plusieurs axes visent entre autres à relier la rue de la République au port moderne, tirant droit à travers la vielle ville. Avec la volonté d'agir vite, le plan est bien accueilli par les autorités et un premier crédit est voté dès 1941 pour commencer les démolitions permettant la percée de l'autoroute nord.
Le souci d'ordre et la libéralisation des points de vue racistes influencent également la manière d'envisager la rénovation des quartiers populaires. Cela se retrouve explicitement dans le rapport de Beaudouin qui parle de « nettoyage », « d'indésirables physiologiques, de droit commun, politiques », « d'une caserne [...] favorable à la surveillance étroite et au redressement des Arabes, Arméniens, fripiers juifs et grecs, indésirables qui peuplent les hôtels meublés de dernière classe ». L'historien d'art et académicien Louis Gillet, commentant le plan Beaudouin dans la revue municipale Marseille du 21 octobre 1942, pousse à son paroxysme la stigmatisation du Vieux-Port :

« Sur la colline des Accoules, entre l’hôtel de ville et la Major, gîte une Subure obscène, un des cloaques les plus impurs où s’amasse l’écume de la Méditerranée, triste gloire de Marseille, dans une décrépitude et un degré de pourriture dont à peine, sans l’avoir vu, on pourrait se faire une idée [...] C’est l’empire du péché et de la mort. Ces quartiers jadis patriciens abandonnés à la canaille, à la misère et à la honte, quel moyen de les vider de leur pus et de les régénérer ? »

### 1943: la destruction allemande et sa dimension urbanistique

#### Rafles, évacuation et dynamitage du Vieux-Port

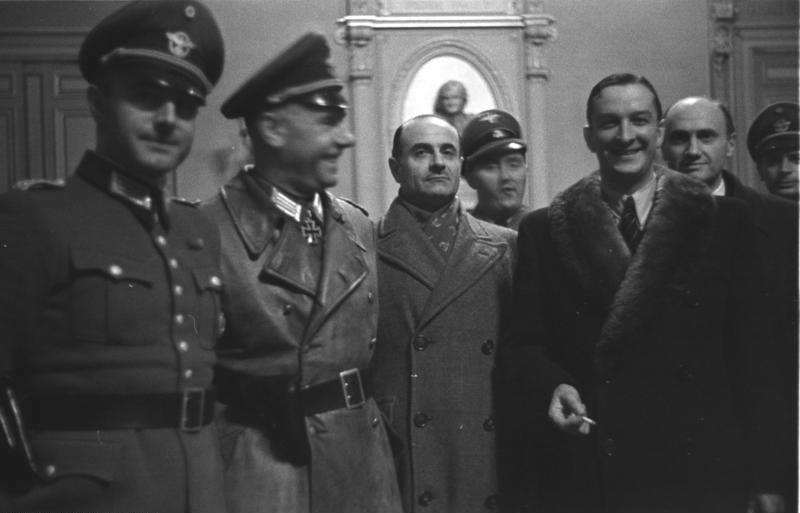
Réunion préparatoire à l'Hôtel de ville, en présence de René Bousquet, Antoine Lemoine et Pierre Barraud.

À la suite du débarquement allié en Afrique du Nord, les Allemands franchissent la ligne de démarcation le 11 novembre 1942 et rentrent dès le lendemain dans Marseille. La résistance s'organise rapidement et conduit des actions contre les soldats allemands. Deux attentats commis le 3 janvier 1943 conduisent les Allemands à décréter l'« état de siège » et à annoncer des représailles. Ils exposent leur projet aux autorités françaises dès le 13 janvier, en présence de René Bousquet avec lequel ils négocient l'implication de la police de Vichy. Heinrich Himmler indique début janvier souhaiter « pour l'épuration de Marseille une solution radicale et complète ». Sa directive envoyée le 18 janvier 1943 témoigne que les enjeux allemands ne sont pas seulement sécuritaires mais aussi politiques et idéologiques :

« Veuillez dans [votre] plan tenir compte des revendications suivantes : 

- Arrestation des grandes masses de criminels de Marseille et leur transport en camp de concentration, au mieux en Allemagne. Je songe à un nombre d’environ cent mille hommes. 

- Dynamitage radical du quartier des criminels. Je ne souhaite pas que soient exposées des vies allemandes dans des combats dans les souterrains et les grottes. [...] 

- La police française et la garde mobile doivent être mises à contribution dans la plus large mesure. La porcherie de Marseille est une porcherie de la France. Seul le fait que nous devions y avoir le calme pour des raisons militaires me pousse à nettoyer cette porcherie. [...] »

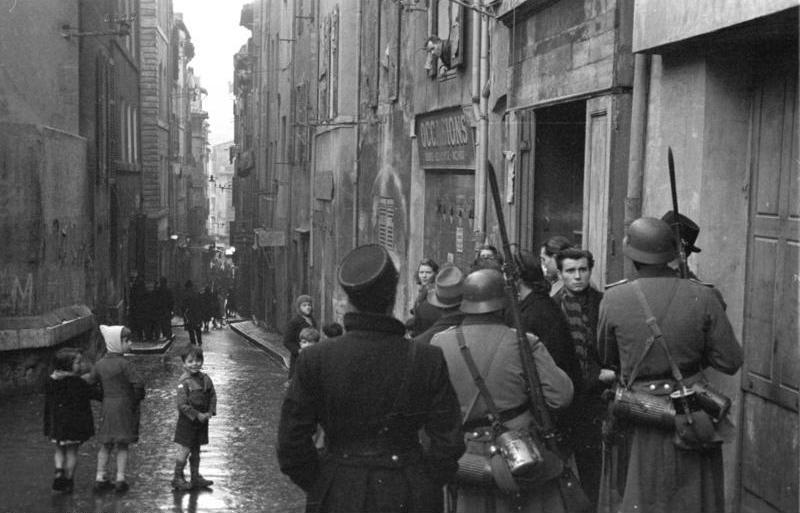
Évacuation du Vieux-Port par la police française et l'armée allemande.

Les évènements de fin janvier 1943 sont en fait la superposition de deux opérations distinctes. D'une part les « opérations de police », c'est-à-dire les rafles proprement dites, sont entièrement conduites par la police française, principalement les 22 et 23 janvier, dans toute la vielle ville, en particulier les quartiers de l'Opéra (où vivent de nombreux Juifs), de Belsunce et du Vieux-Port. Elles aboutiront à la déportation de 1 642 Marseillais au camp de Compiègne (dont environ la moitié de Juifs qui seront par la suite déportés au centre d'extermination de Sobibór). D'autre part l'« opération Sultan », c'est-à-dire l'évacuation de la rive nord du Vieux-Port en vue de sa destruction, est conduite principalement le 24 janvier, en coopération entre la police française et l'armée allemande. Environ 20 000 habitants sont évacués dont 12 000 seront transférés, depuis la gare d'Arenc, vers un camp d'hébergement improvisé à Fréjus. La plupart seront libérés la semaine suivante mais environ 800 seront à leur tour déportés à Compiègne (dont plusieurs Juifs finalement déportés à Sobibór et environ 600 personnes par la suite déportées au camp de concentration d'Oranienbourg-Sachsenhausen).
Le dynamitage de la rive nord intervient peu après, du 1er au 18 février 1943. Environ 1 500 immeubles sont détruits par des artificiers allemands, sur une surface d'environ 14 hectares.

#### Une destruction raisonnée et négociée

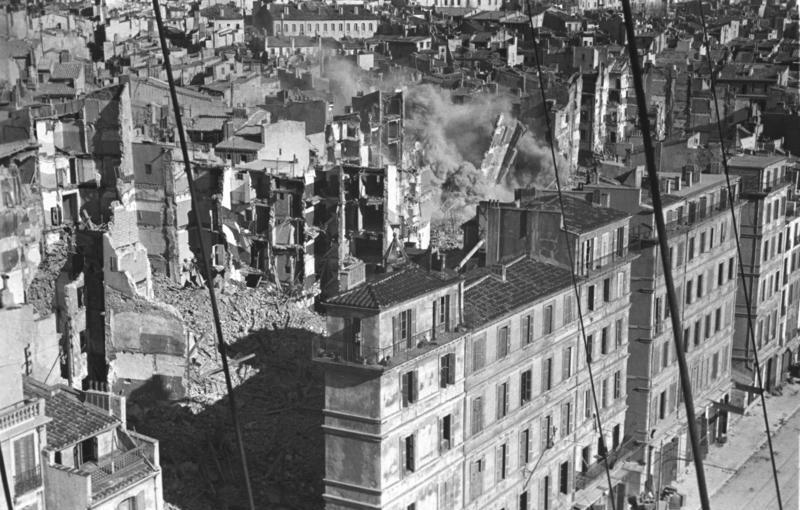
Dynamitage photographié par les Allemands depuis le pont transbordeur. Vue sur les façades préservées.

La destruction n'est pas conduite de manière systématique ou arbitraire. Un plan est négocié entre les autorités allemandes (armée, commission pour la protection des œuvres d’art en France) et françaises (préfecture, Eugène Beaudouin, Jacques Van Migom, architecte des Monuments historiques des Bouches-du-Rhône, Jules Formigé, architecte et inspecteur général des Monuments historiques). Le périmètre est clairement délimité, au nord par la distinction entre « ville haute » et « ville basse » notamment incarnée par la rue Caisserie entre la place Daviel et la place de Lenche, à l'est par les immeubles haussmanniens nés à la fin du XIXe siècle avec le percement de la rue de La République, à l'ouest par l'esplanade de la Tourette.
Une liste de bâtiments à préserver est par ailleurs établie et négociée avec les Allemands, dans le prolongement des travaux de recensement initiés dans les années 1920-1930. Eugène Beaudouin fait dresser en urgence, le 28 janvier 1943, un plan indiquant clairement les immeubles d'« intérêt historique, archéologique ou esthétique », mais aussi 274 éléments à récupérer sur les immeubles voués à la destruction (pierres, ferronneries...). Outre les bâtiments en bordure de zone (Hôtel-Dieu, clocher des Accoules, consigne sanitaire), sont finalement épargnés l'église Saint-Laurent, l'Hôtel de ville, un vaste îlot attenant incluant le Pavillon Daviel et la Maison Diamantée, et quelques immeubles isolés dont l'Hôtel de Cabre et l'Hôtel de l'Échevin Franciscou (qui s’effondrera en 1946),. Il s'agit également de préserver les « façades du port ». Environ les deux-tiers des immeubles en front de quai sont épargnés lors du dynamitage allemand : seules deux lignées d'environ 100 m de part et d'autre de l'Hôtel de ville sont détruites, peut-être en cohérence avec un projet d'agrandissement ou de mise en valeur de celui-ci.

#### Débat sur les volontés du régime de Vichy
La destruction du Vieux-Port est clairement une décision allemande, mais le débat pour savoir si le régime de Vichy envisageait lui-même un projet similaire perdure. Contrairement à ce qui est parfois dit, les destructions réalisées ne correspond pas à celles prévues par le plan Beaudouin. L'envergure et le plan de ces destructions ont sans doute fait partie d'une large négociation ayant simultanément concerné les rafles, le rôle de la police française, les possibilités d'évacuation, les monuments à préserver, le devenir des biens des évacués... Les tenants de cette négociation sont inconnus. Il est par ailleurs clair que la démolition de quartiers insalubres ou jugés immoraux était alors une possibilité soutenue par les autorités françaises et par une part importante de la population. Sans que cela permette de trancher le débat, on peut noter que la presse allemande ou collaborationniste insiste, à l'issue de l'opération, sur les convergences de vue. Un article publié dans le journal Le Petit Marseillais du 8 février indique : « Un fait domine tout, les nécessités stratégiques allemandes coïncident exactement avec les nécessités d’ordre local depuis longtemps reconnues ». Un autre dans la revue de propagande allemande Signal : « Ainsi se trouve-t-on devant le cas rare d'une mesure de guerre coïncidant avec les projets adoptés par la municipalité et le gouvernement ».

### 1944-1947: l'immédiat après-guerre et le projet Expert

#### Le contexte de la reconstruction
Marseille est libérée le 28 aout 1944. Les urgences sont d'abord tournées vers les questions de ravitaillement, la remise en état des réseaux (eau, électricité, routes, chemin-de-fer...) et le redémarrage des usines. Mais la reconstruction du Vieux-Port devient rapidement l'une des priorités. Au regard de l'ampleur des besoins dans toute la France, c'est le Ministère de la Reconstruction et de l'Urbanisme (MRU), créé en octobre 1944, qui supervise l'essentiel des projets de reconstruction. À Marseille, les trois premiers projets initiés par le MRU en 1945-46 sont la reconstruction du Vieux-Port, l'Unité d'habitation de Le Corbusier (réalisée entre 1947 et 1952) et les cités Saint-Just Palmieri et Garderie (1re tranche Palmieri réalisée entre 1947 et 1950).
Le MRU assure dans un premier temps la maîtrise d'ouvrage, dans le cadre de la procédure des Immeubles sans affectation immédiate (ISAI) définie par une ordonnance de septembre 1945. Ce rôle de maîtrise d'ouvrage revient ensuite progressivement aux sinistrés organisés d'abord sous la forme d'une Commission consultative puis surtout, à partir de la loi du 16 juin 1948, d'Associations syndicales de reconstruction (ASR).

#### Le projet Expert
Début 1946, les services techniques de la ville lancent un concours d'idées intitulé Projet de Reconstruction et d’aménagement des terrains du Vieux-Port et de la Bourse. Le texte du concours précise :

« Le Vieux-Port, au cadre typiquement méditerranéen, chargé d’une longue histoire, demeure le "point vibrant" de Marseille. Il doit être empreint de la grandeur que l’on veut donner à la ville. Il s’agit donc de créer pour Marseille une grande œuvre... qui lui consacre définitivement le titre de "Capitale de la Méditerranée". »

Par nature, ce concours d'idée ne conduit pas à retenir un projet. C'est finalement l'architecte Roger-Henri Expert (1882-1955), qui n'a pas participé au concours mais a entre-temps et avec le soutien du MRU été nommé urbaniste-conseil de la ville, qui prend la tête du projet. Son plan d'ensemble s'intéresse, comme demandé par le concours et par le MRU, à une vaste zone couvrant le Vieux-Port, le quartier de la Bourse et celui de la porte d'Aix avec la question du raccordement à l'autoroute. Les parties les plus détaillées sont toutefois celles du Vieux-Port. Le projet s'articule d'une part autour de l'Hôtel de ville, entouré et valorisé par des bâtiments symétriques dans une tradition très classique ; d'autre part autour d'un modernisme assumé caractérisé par un plan aéré occupé par des immeubles de grande hauteur dont plusieurs grandes tours en U de 14 étages,,.
L'après-guerre est également l'occasion pour Marseille de sortir du régime spécial qui lui avait été imposé en 1939 après l'incendie des Nouvelles Galeries. La première élection est organisée en décembre 1946 et porte le communiste Jean Cristofol à la Mairie. Celui-ci, de même que la Commission consultative des sinistrés, donne un avis favorable sur le projet Expert qui est officiellement lancé par le ministre de la Reconstruction François Billoux en décembre 1946. Dans le cadre de la nouvelle campagne électorale de fin 1947, Jean Cristofol fait réaliser le film Voilà Marseille qui valorise les initiatives populaires et l'action de la municipalité. On y voit la maquette du projet Expert commentée par un enthousiaste « Elle est belle la maquette ! ».
Le projet ne fait toutefois pas l'unanimité. Les critiques se concentrent surtout sur les tours qui marquent profondément le paysage et masquent la partie haute de la colline du Panier. Ces critiques sont portées par la Commission départementale des sites, perspectives et paysages et par des experts du MRU,, ce qui contraint progressivement Roger-Henri Expert à restreindre le nombre de tours et à réduire leur hauteur.

#### Le début des travaux

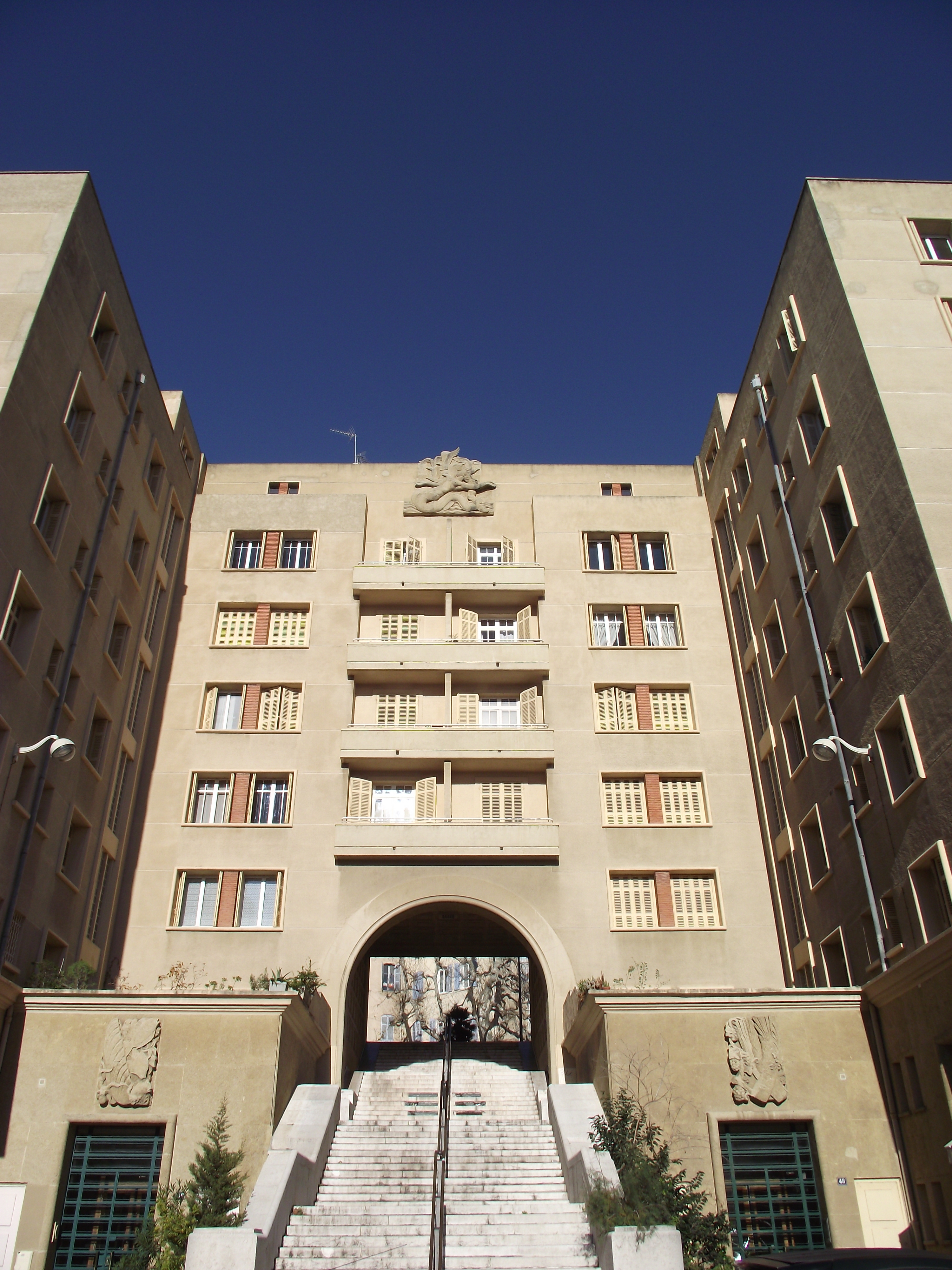
Les deux tours en U au centre du quartier, conçues par G. Castel, sont des traces du projet Expert.

Le déblaiement commence sous l'occupation mais est ensuite délaissé, ne reprenant qu'en 1945. Les immeubles du front de quai initialement conservés à l'ouest du port, entre temps pillés de leurs éléments de second œuvre, sont finalement détruits en mai 1946, officiellement pour des raisons de sécurité, mais peut-être aussi du fait de l'élan moderniste porté par Roger-Henri Expert et d'autres décideurs. Il en va de même d'une partie des immeubles conservés derrière l'Hôtel de ville et de tous les immeubles isolés à l'exception de l'Hôtel de Cabre. In fine, seuls six bâtiments sont conservés à l'intérieur du périmètre de destruction : l'église Saint-Laurent, les deux bâtiments de l'Hôtel de ville (pavillon Puget et pavillon Bargemon), le Pavillon Daviel, la Maison Diamantée et l'Hôtel de Cabre. Le pont transbordeur, partiellement détruit par les Allemands en août 1944 (et par ailleurs déjà avant-guerre jugé non rentable et inadapté au paysage du Vieux-Port) est définitivement supprimé en septembre 1945. A contrario de ces destructions, c'est durant ce début des travaux, entre 1945 et 1947, que sont faites plusieurs découvertes archéologiques importantes (Voir ci-après).
Le terrain est par ailleurs partiellement aplani, une partie du dénivelé étant absorbée par la construction d'un mur de soutènement en béton au niveau de la rue Caisserie. Le lancement officiel des travaux est marqué par une cérémonie du « premier coup de pioche » donné par le Maire Jean Cristofol, le 11 mars 1947. Ils débutent par la construction de deux tours, au pied du nouveau mur de soutènement de la rue Caisserie. C'est à Gaston Castel, figure importante de l'architecture marseillaise de l'entre-deux-guerres, architecte en chef du département des Bouches-du-Rhône de 1926 à 1941, qu'échoit la responsabilité de la conception de cette première tranche du projet.

#### Les réflexions de Le Corbusier
De manière anecdotique, dans le sens où ces réflexions n'ont eu aucune influence sur le cours du projet, on peut noter que Le Corbusier s'est intéressé à ce contexte de reconstruction. Dans ses œuvres complètes, un texte autobiographie écrit à la troisième personne précise : 

« Marseille a toujours exercé sur Le Corbusier un attrait fascinant. A chaque fois il s'accordait le pèlerinage du Vieux-Port, essayant de discerner comment ce lieu si pathétique se transformerait un jour pour s'accorder à la vie moderne. Ce jour est arrivé. [...] Le 15 octobre 1947, de la fenêtre de l'Hôtel Beauveau sur le Vieux-Port, le crayon le sollicitait à nouveau, et il se décidait à exprimer avec plus de netteté l'idée qu'il couvait depuis si longtemps. [...] Le tout faisait un paysage magnanime. Mais jamais Le Corbusier ne fut questionné sur l'avenir de Marseille (la ville qu'il aime !). »

Une esquisse liée à une autre de ses visions (un ensemble d'unités d'habitation au pied du massif de Marseilleveyre) montre cette idée : une longue barre traversant la zone détruite, grosse modo de l'ancien théâtre antique (actuel collège) à la rue de la République (au niveau de la Grand Rue) et, dans le prolongement, sur le terrain alors libre situé derrière la Bourse, un « gratte-ciel de la cité d'affaires du port mondial qu'est Marseille ».

### 1948-1950: le projet Leconte
La transition 1947-1948 est marquée par deux changements importants. De nouvelles élections en octobre 1947 conduisent à un changement de majorité et le gaulliste Michel Carlini (RPF) remplace le communiste Jean Cristofol à la Mairie. Par ailleurs, les contestations du projet d'Expert, appuyées par le nouveau maire,, aboutissent à son éviction et André Leconte (1894-1966), architecte parisien agréé par le MRU, est officiellement nommé, en mai 1948, architecte en chef de la reconstruction du Vieux-Port.

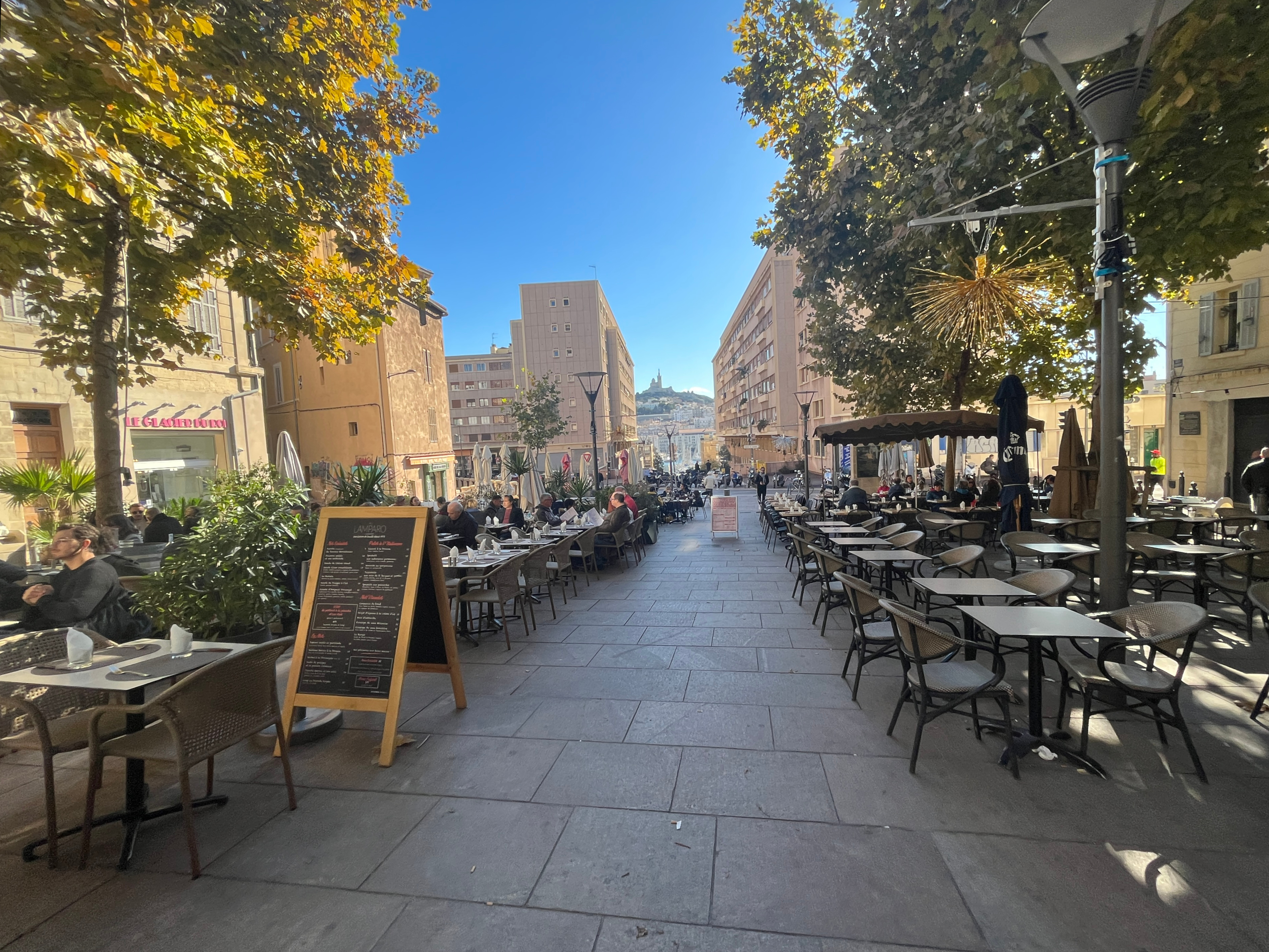
Place de Lenche. Vue sur Notre-Dame-de-la-Garde via les immeubles du groupe III et la rue Henri-Tasso.

Prenant le contre-pied du projet Expert, André Leconte cherche à préserver les vues sur la colline du Panier (ses toits, son clocher des Accoules...) en réduisant les hauteurs, et à retrouver l'esprit d'une ville ancienne en densifiant les constructions et en aménageant de nombreuses places. C'est la recherche d'une « voie moyenne » entre tradition et modernité, comme dans d'autres projets de reconstruction contemporains,. Le plan général fait apparaitre un découpage en trois secteurs (central, Ouest, Est) marqué à l'est par la mise en valeur de l'Hôtel de ville, à l'ouest par l'actuelle rue Henri-Tasso qui ouvre une perspective sur la basilique Notre-Dame-de-la-Garde depuis la place de Lenche,. Par nécessité, le projet intègre les deux tours en U du projet Expert dont les travaux ont déjà débutés, mais leur hauteur est ramenée à seulement 7 et 8 étages ce qui leur fait perdre leur apparence de tours.
Conformément aux dispositions prévues par le MRU, le projet est découpé en différents « groupes ». Des équipes d'architectes, déjà constituées dans le cadre du projet Expert, se voient attribuées ces différents groupes, sous l'autorité d'un « architecte chef de groupe ». André leconte, en tant qu'architecte en chef, coordonne l'ensemble. Il se réserve par ailleurs, en coopération avec l'architecte marseillais Jean Zubiena, la conception emblématique de la lignée d'immeubles qu'il propose en front de quai, de part et d'autre de la Mairie. Comme les tours du projet Expert en 1947, ce sont ces immeubles du front de quai qui concentrent à présent les débats. Le maire Michel Carlini les trouve trop modernes, insuffisamment ancrées dans la tradition architectural locale, et s'active auprès de la Commission départementale des sites, perspectives et paysages et du MRU pour exiger des changements. Des critiques proviennent aussi de jeunes architectes dont André Devin et Fernand Pouillon. Les travaux commencent malgré tout début 1950.
Malgré plusieurs évolutions ultérieures, dont celle importante de ces immeubles en front de quai, le plan général d'André Leconte reste la trame sur laquelle repose la reconstruction du Vieux-Port. André Leconte doit de ce fait être considéré comme l'un des principaux architectes de cette reconstruction, au même titre que Fernand Pouillon et André Devin qui prendront sa suite.

### 1951-1960: le projet Perret, Pouillon, Devin

#### Un nouveau changement d'architectes
Bien que réticent à changer d'architecte en chef, le MRU cherche une voie d'issue aux critiques portées sur le projet Leconte. Il sollicite le jeune architecte Fernand Pouillon dont les travaux pour le groupe VIII, sur la butte Saint-Laurent, ont marqué les esprits en montrant la possibilité d'une construction rapide et de qualité,. Celui-ci propose en 1950 un contre-projet qui sera rapidement soutenu par les experts du ministère (dont Pierre Dalloz, chef du service de l’architecture, et Paul Herbé, architecte-conseil) mais aussi par Auguste Perret, président du Conseil de l'Ordre des architectes et porteur du grand projet de reconstruction du Havre.
En avril 1951, le ministre Eugène Claudius-Petit annonce finalement la nomination d'Auguste Perret (1874-1954) comme nouvel architecte en chef et simultanément celles des jeunes architectes marseillais Fernand Pouillon (1912-1986) et André Devin (1905-1983) comme architectes en chef adjoints. Dans la pratique, ce sont ces derniers qui poursuivront la conduite du projet, Auguste Perret assurant un rôle de supervision et de caution. La figure de Fernand Pouillon concentre instantanément l'hostilité de la presse et du milieu professionnels des architectes, en particulier au niveau local, mais les soutiens d'Auguste Perret, du ministère et aussi des associations de sinistrés lui permettront de se maintenir.

#### Le projet Pouillon-Devin

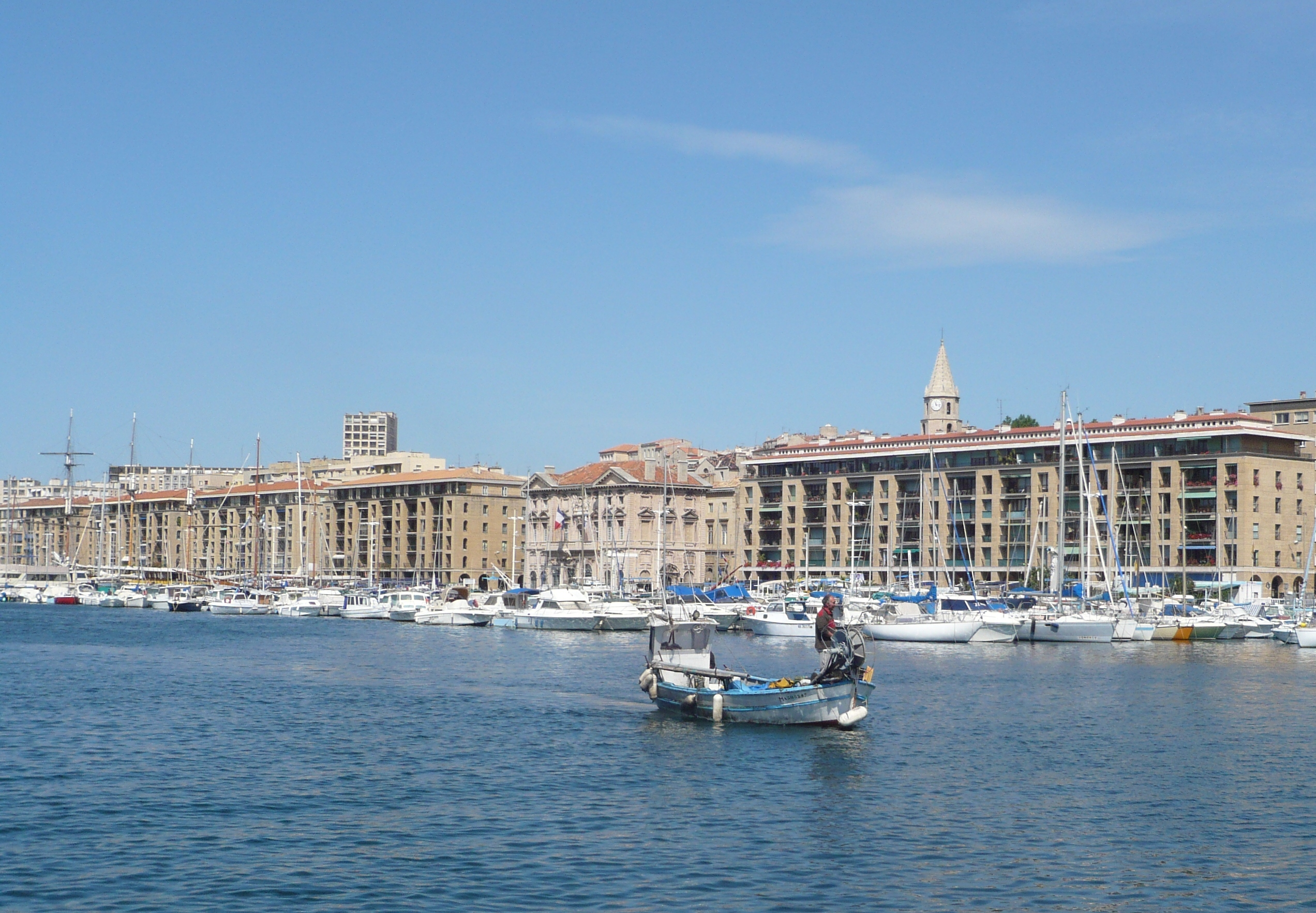
Les façades de Fernand Pouillon et la tour de La Tourette, seul immeuble avec le clocher des Accoules à émerger des façades.

Pouillon et Devin reprennent un chantier déjà bien engagé. Ils apportent cependant plusieurs changements importants. Sur le front de quai, les immeubles de Leconte qui concentrent alors les débats sont déjà en construction. Pouillon arrive malgré tout à aérer la composition en transformant un ensemble continu à l'ouest de l'Hôtel de ville en quatre immeubles nettement séparés, ce qui permet au passage d'ouvrir de nouvelles perspectives sur le Vieux-Port depuis l'intérieur du quartier, en particulier depuis les escaliers des deux tours en U. Il arrive également à revoir la conception même des immeubles et notamment des façades bordant le Vieux-Port. Dans le secteur Est où les travaux sont moins avancés, Devin modifie sensiblement le plan général, accentuant notamment le dégagement derrière l'Hôtel de ville et par suite les vues sur l'Hôtel-Dieu. Dans le secteur Ouest, ils arrivent à imposer la possibilité d'une grande tour de 15 étages dans le sous-ensemble dit La Tourette sur la butte Saint-Laurent. Plus globalement, des interventions sur tous les derniers immeubles ou espaces en construction permettent d'alléger et d'aérer le plan d'ensemble et de renforcer l'homogénéité du quartier.
À partir de 1953 (politiques nationales, arrivée du nouveau maire Gaston Defferre...), les priorités évoluent et se tournent vers la construction des grands ensembles. Le projet de reconstruction du Vieux-Port s'achève sans évènement majeur. L'essentiel des immeubles et de la voirie est achevé en 1957. Quelques travaux s'étirent toutefois jusqu'au début des années 1960 (derniers immeubles, collège, aménagements urbains...).

#### Les réflexions de Pouillon-Devin pour le quartier du Panier
Même si celles-ci n'auront aucune suite, il est intéressant de remarquer que Fernand Pouillon et André Devin ont étudié, entre 1951 et 1955, des hypothèses d'extension du projet de reconstruction à l'ensemble du quartier du Panier. Celles-ci passaient par de nouvelles destructions, ce qui montre qu'une telle éventualité restait à cette époque imaginable, a minima dans la pensée des architectes et urbanistes.

## Description du quartier et des différents groupes

### Le plan général

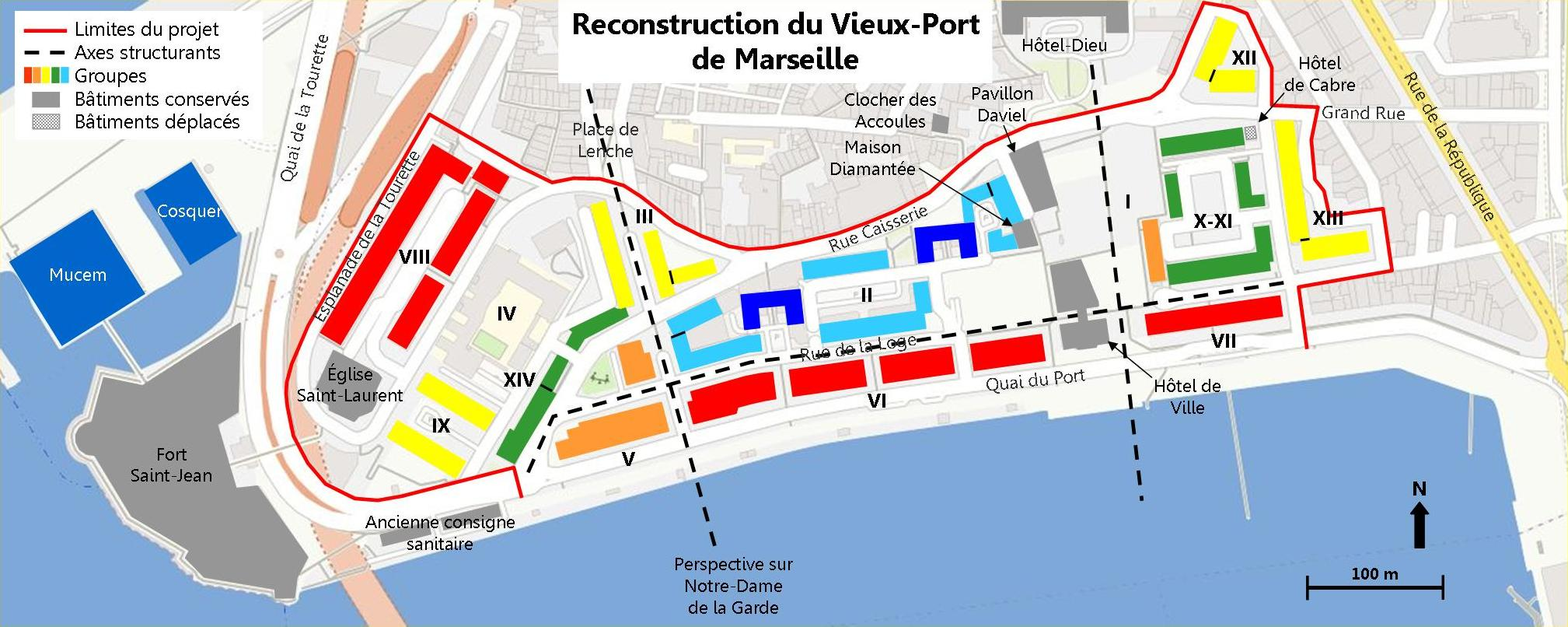
Schéma général du quartier et description des différents groupes.

Le plan général s'articule autour de deux axes nord-sud découlant d'une mise en valeur de la ville historique. L'axe ouest, proposé dans le plan d'André Leconte de 1948, repose sur la rue Henri-Tasso alignée d'un côté avec la place de Lenche, de l'autre avec une perspective sur la basilique Notre-Dame-de-la-Garde. L'axe est, renforcé par les remaniements de Fernand Pouillon et André Devin en 1951, repose sur un vaste dégagement derrière l'Hôtel de ville (actuelle place Villeneuve-Bargemon) et ouvre des perspectives sur l'Hôtel-Dieu. Ces deux axes séparent le quartier en trois secteurs (central, Ouest, Est) auxquels seront progressivement attribués des caractères architecturaux propres. Le plan est également marqué par la reconstitution de l'ancienne rue de la Loge, parallèle au quais, qui sépare clairement une lignée d'immeubles en front de quai et des immeubles situés en arrière de cette première ligne.

### Des éléments communs à l'ensemble du quartier
Le Ministère de la Reconstruction et de l'Urbanisme (MRU) demandait aux architectes en chef (Expert puis Leconte en 1948) de veiller à l'homogénéité des ensembles et à la réduction des coûts par l'uniformisation de certains éléments de construction,. Ces deux objectifs ne seront que faiblement atteints, (manque d'expérience de ce type de projet, diversité des équipes, instabilité des architectes en chef...).
Cependant, plusieurs caractéristiques soulignent l'unité de conception du quartier. Répondant à la volonté de reloger rapidement les sinistrés, le projet est entièrement tourné vers la reconstruction d'habitations et possède donc un caractère très résidentiel. Celui-ci est soutenu par des rez-de-chaussée le plus souvent occupés par des commerces ou des garages et, à la suite du plan proposé par André Leconte, par des petites places semi-privatives (places Victor Gélu, Vivaux et Château Joly, square Protis, impasse Roqueplan). L'ensemble compte environ 2 000 logements,.
L'usage de la pierre de taille apparente n'est pas systématique (certains immeubles sont en béton ou en construction mixte) mais se retrouve globalement dans l'ensemble du quartier. Il ressort également un recours fréquent à des sculptures décoratives intégrées aux immeubles eux-mêmes, le plus souvent d'esprit Art déco, avec pour thèmes « le monde marin, l’histoire de Marseille, les métiers liés au port et à la construction, les motifs animaliers et floraux... ». Toutes ces caractéristiques (petites places, usage de la pierre, décoration statuaire...) vont disparaitre dans l'architecture des grands ensembles dès la fin des années 1950. Elles soulignent les compromis recherchés ici entre modernité et tradition, comme ce sera souvent le cas pour les premiers projets de reconstruction.

Les sculptures et bas-reliefs
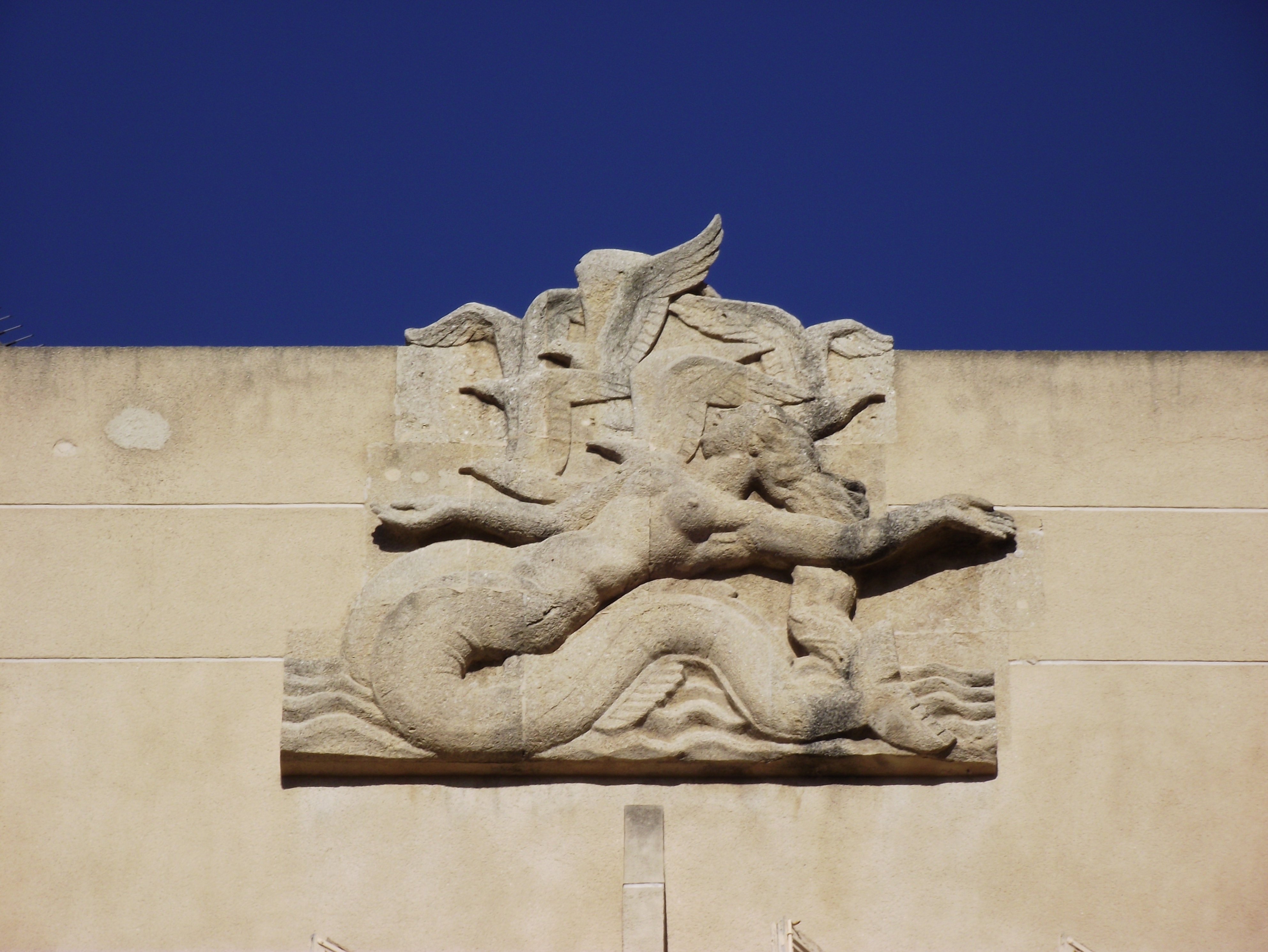
Couronnement tour en U (groupe II), rue du Lacydon.
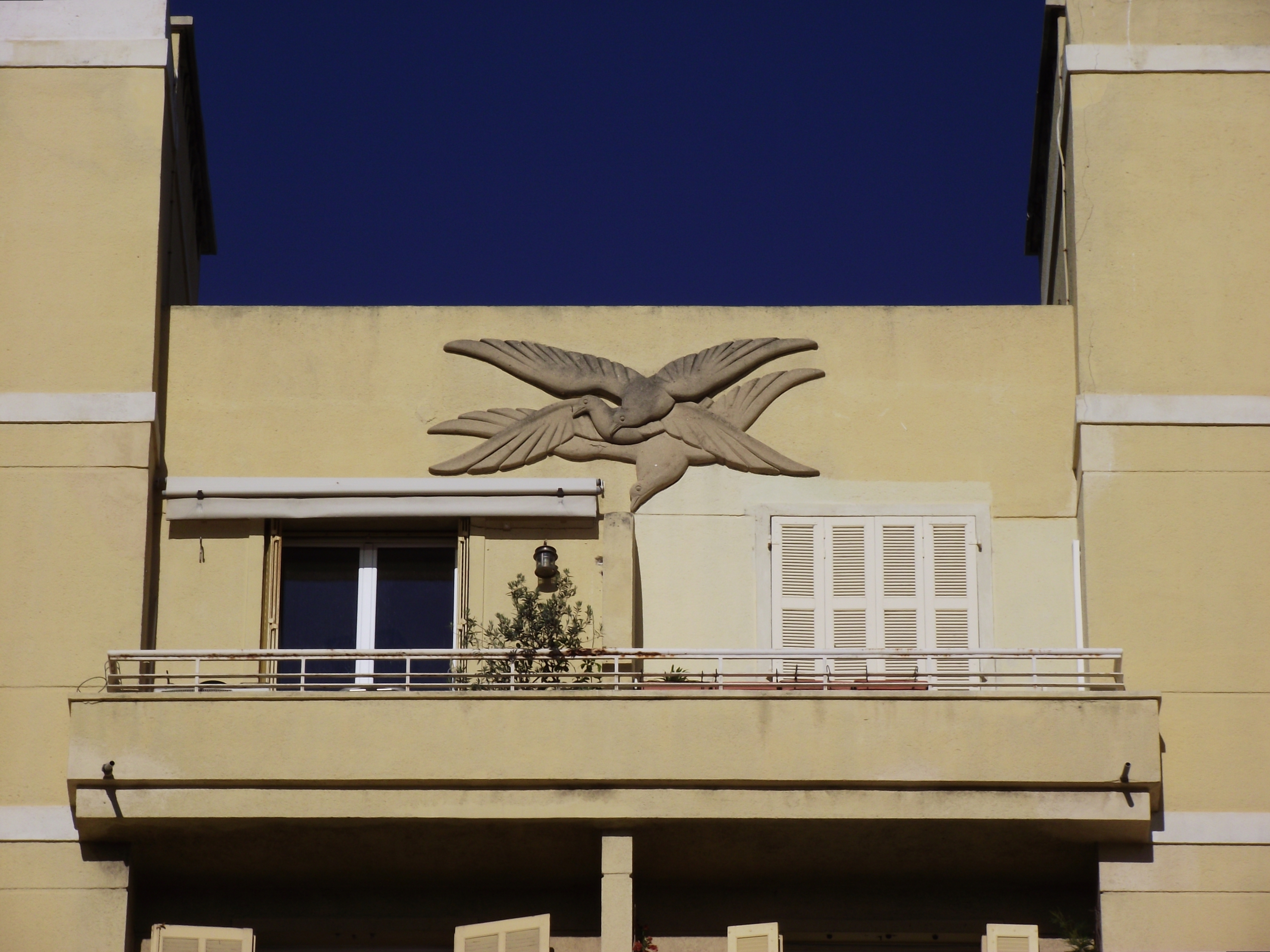
Couronnement tour en U (groupe II), rue de la Loge.
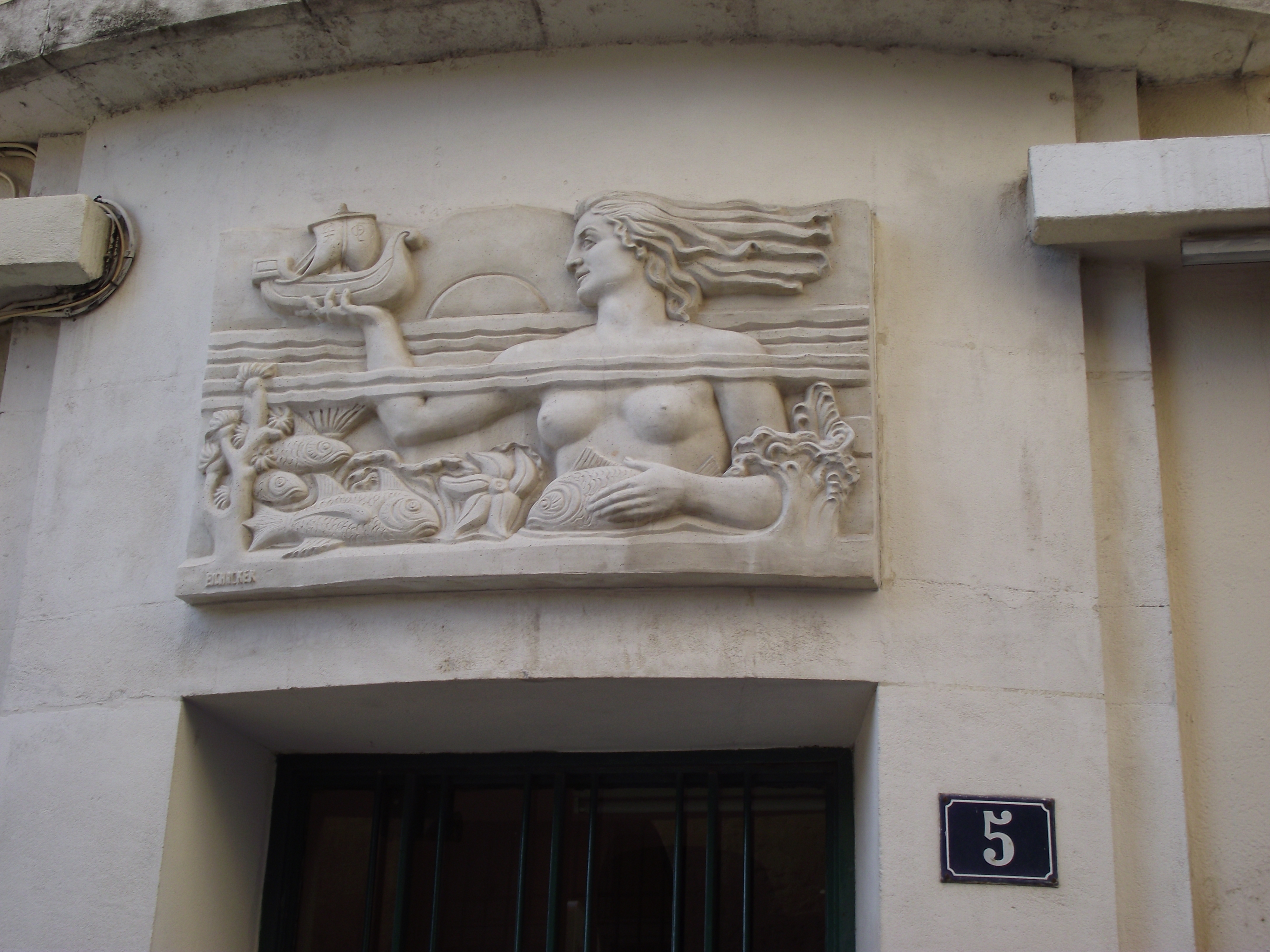
Immeuble groupe II, rue de la Prison.
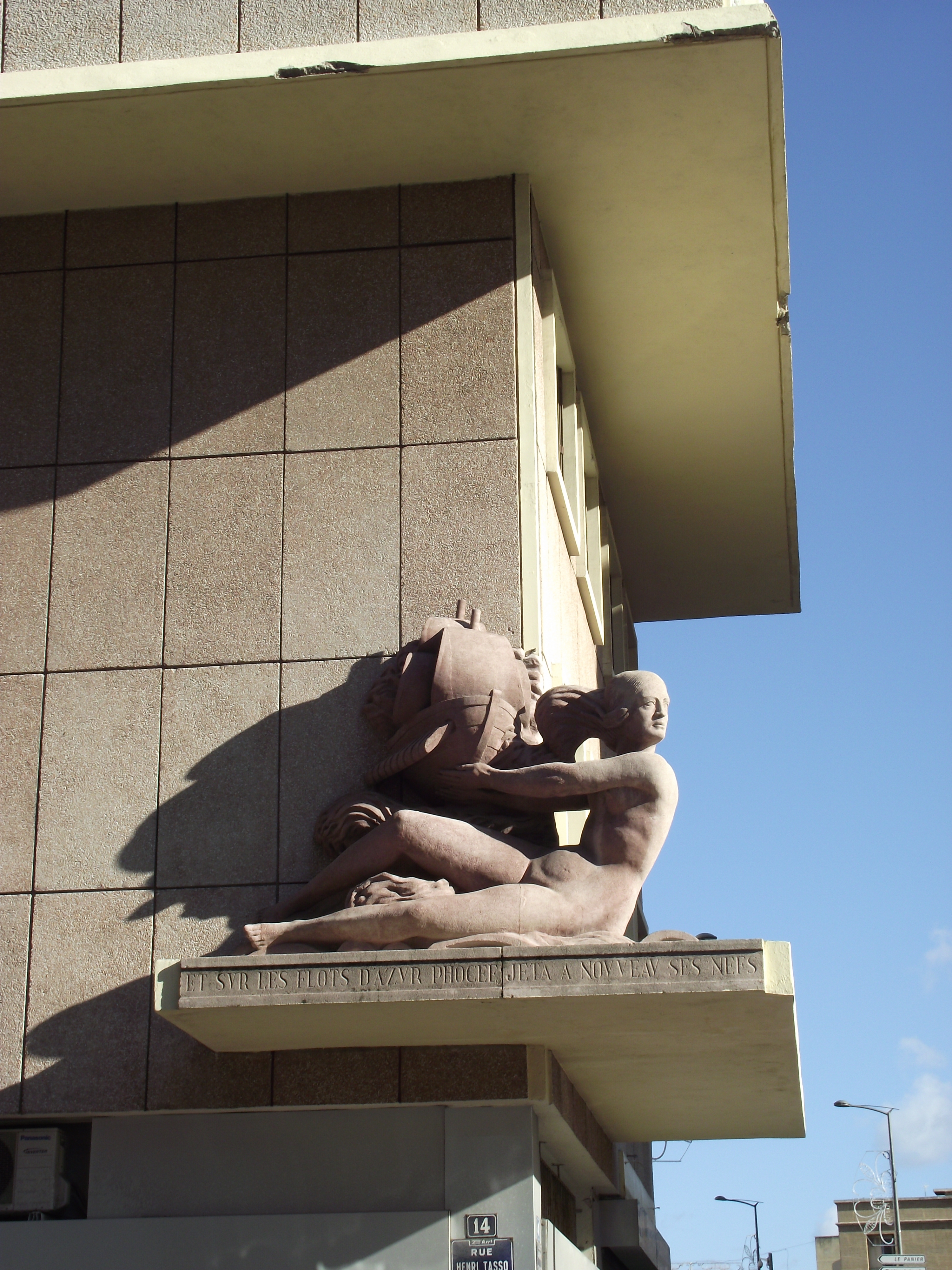
Immeuble groupe III, angle rue Henri-Tasso - avenue de Saint-Jean.
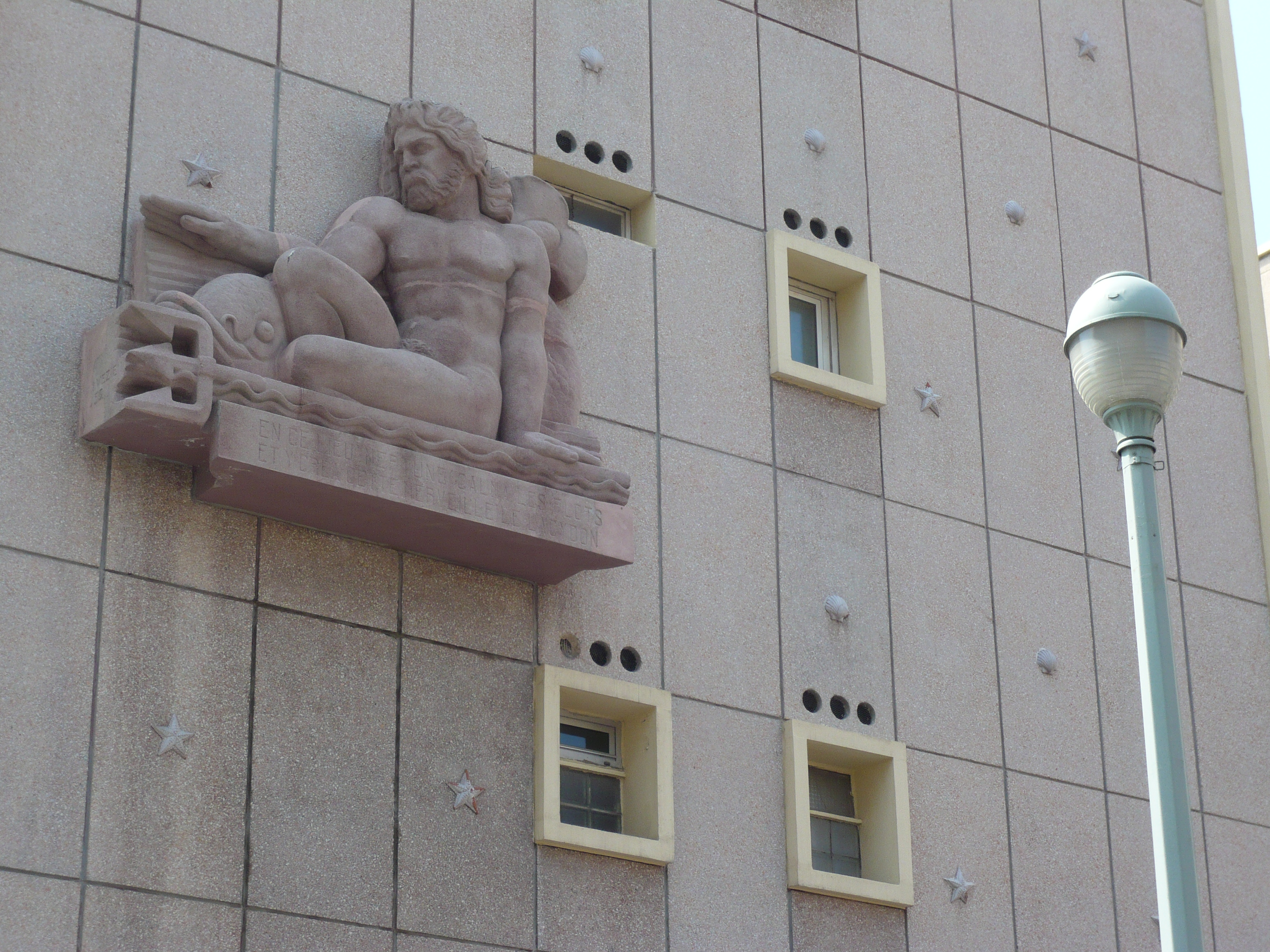
Immeuble groupe III, rue Caisserie.

### L'ilot central (groupe II)
Les travaux sur cette zone centrale sont les premiers à commencer, dès 1947, avec les fondations de deux des trois tours en U de 14 étages prévues dans la dernière maquette du projet de Roger-Henri Expert. Au moment de sa nomination comme architecte en chef, début 1948, André Leconte doit composer avec l'avancée des travaux. Les bâtiments conserveront leur forme en U mais la décision de les ramener à 7 et 8 étages leur fera perdre leur apparence de tours,.
La conception de ce vaste ilot (groupe II) est confiée à une équipe articulée autour de Gaston Castel (1886-1971), figure majeure de l'architecture marseillaise de l'entre-deux-guerres, avec François Bart (né en 1908), Joseph Lajarrije (né en 1892) et Jean Rasonglès (né en 1905). Même si un élan moderniste est recherché, le style reste marqué par l'esprit Art déco des années 1930. Divers éléments (symétrie des tours, mise en valeur des soubassements, décoration des entrées, statuaire...) affirment un caractère classique et bourgeois. Le plan général articule tours en U, immeubles en long, en L ou en U, recréant l'impression d'un tissu ancien avec rues, places, cours, passages, se proposant comme « une version actualisée et moderne de la morphologie urbaine traditionnelle ». Le positionnement des deux tours en contrebas du nouveau mur de soutènement de la rue Caisserie est par ailleurs à l'origine d'une particularité du quartier : les deux escaliers qui les traversent et relient le nouveau quartier reconstruit et le vieux quartier du Panier.
- Tours en U du groupe II - G. Castel et al.

Tours en U du groupe II - G. Castel
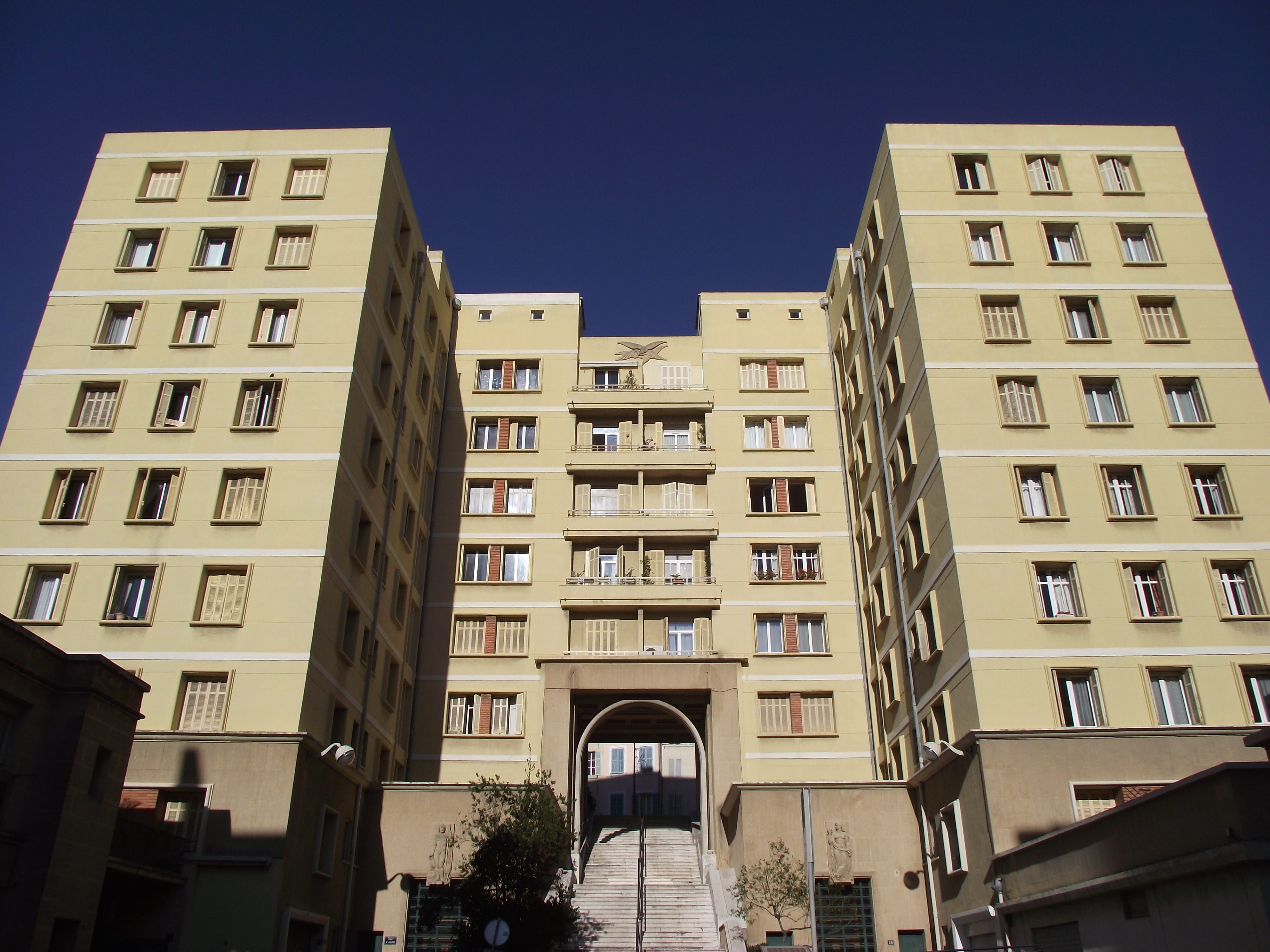
Tour ouest, rue de la Loge.
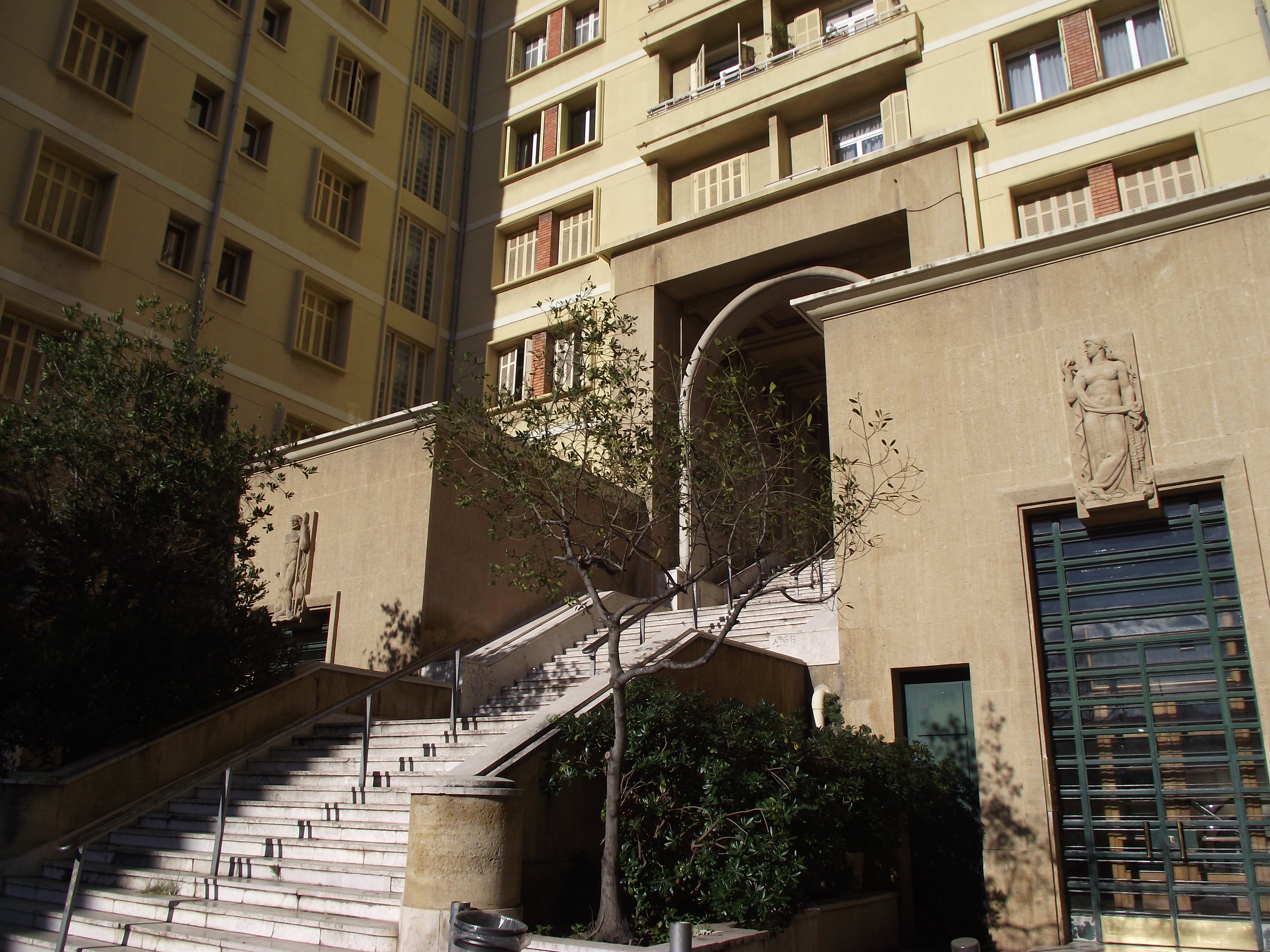
Tour ouest, rue de la Loge. Escalier et soubassement.
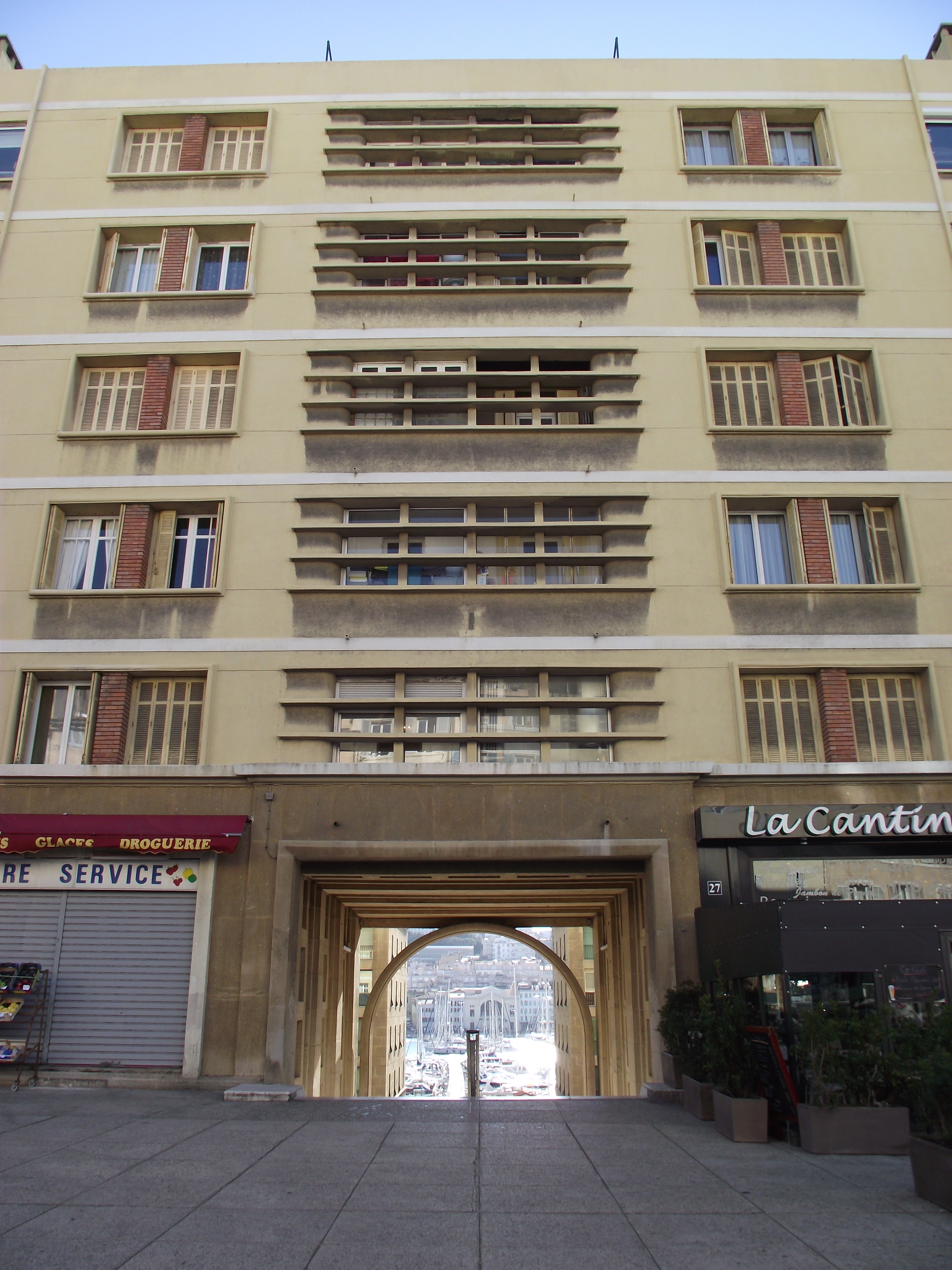
Tour ouest, rue Caisserie. Vue sur le Vieux-Port via l'escalier.
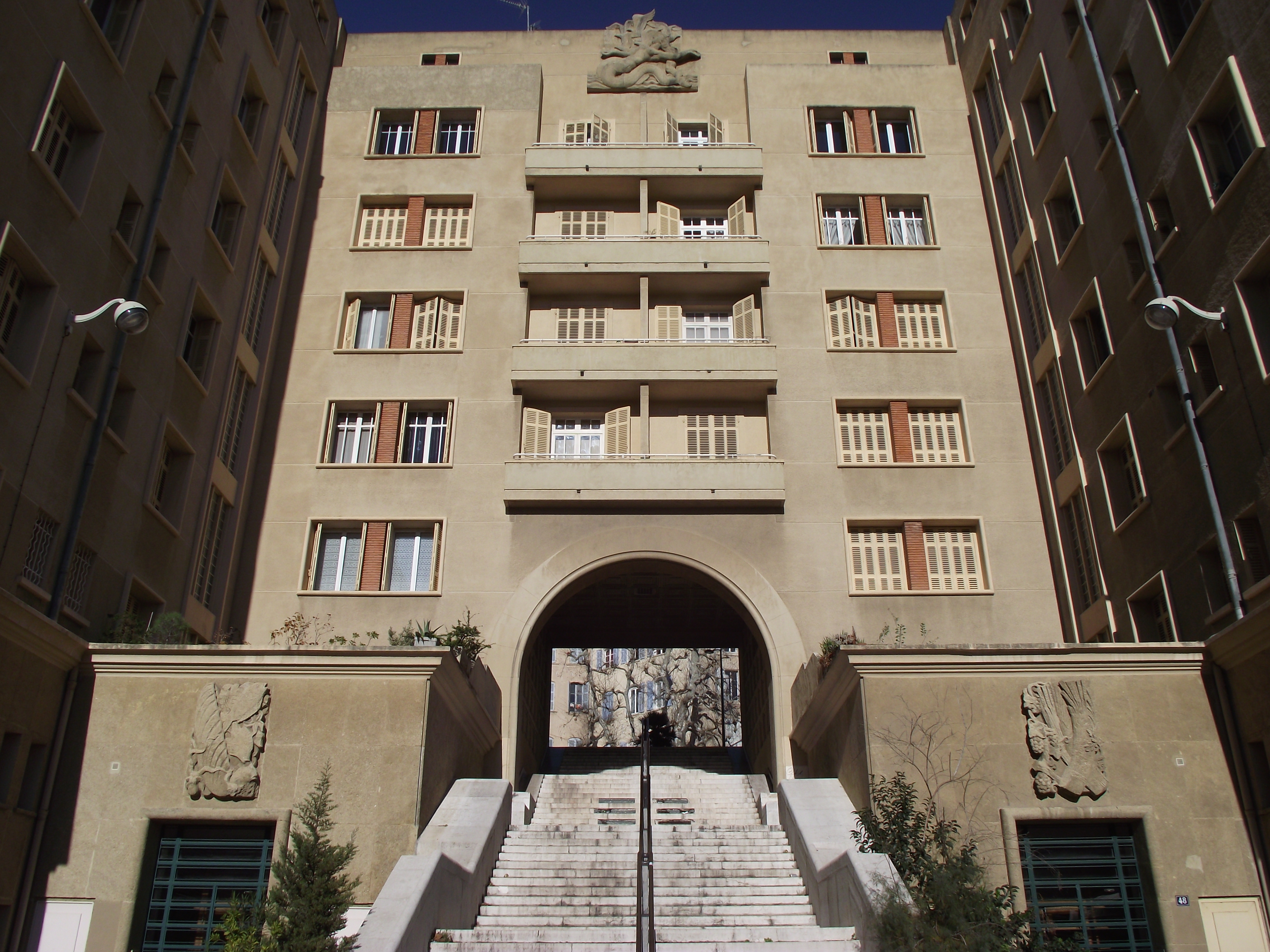
Tour est, rue du Lacydon.
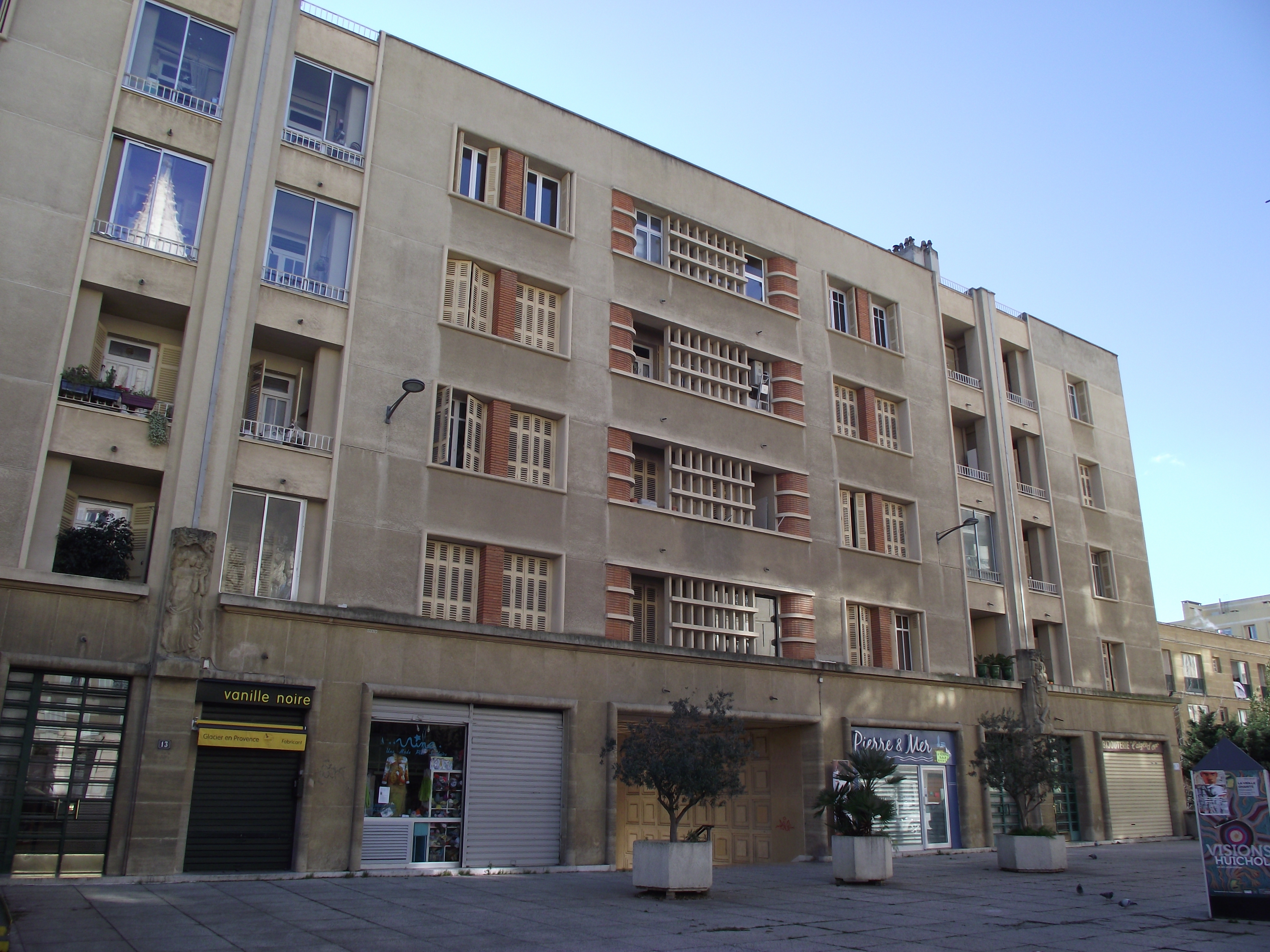
Tour est, rue Caisserie.

Autres immeubles du groupe II
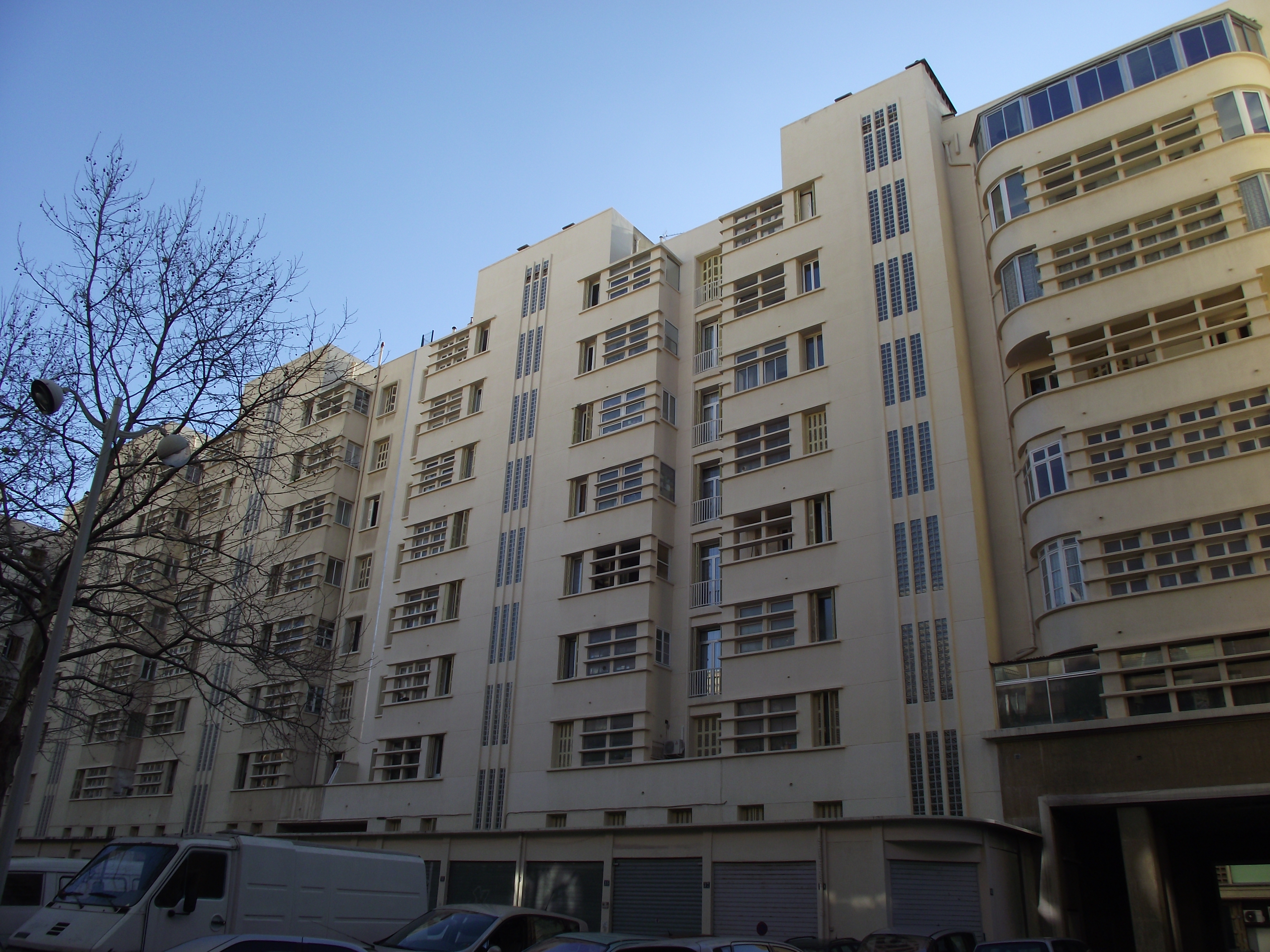
Immeuble de la place Vivaux.
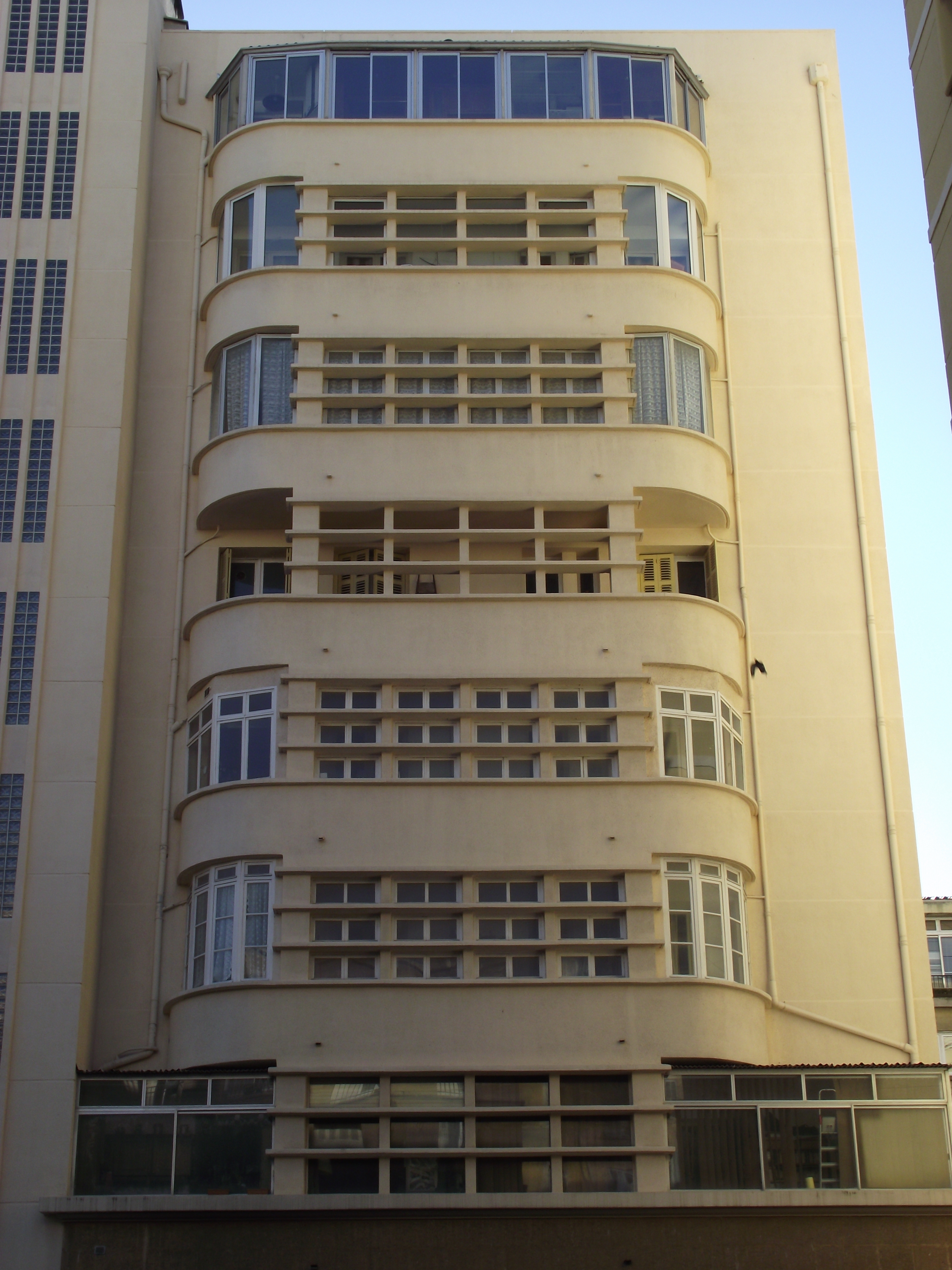
Immeuble de la place Vivaux.

### Le front de quai (groupes VI et VII)
Lors de sa reprise en main du projet en 1948, André Leconte se réserve, en association avec l'architecte marseillais Jean Zubiena (né en 1901), la conception prestigieuse des immeubles en front de quai. L'idée directrice est de retrouver un enchainement de façades, de part et d'autre de l'Hôtel de ville (groupe VI sur environ 250 m à l'ouest et groupe VII sur environ 100 m à l'est). Leconte traitait la grande longueur à l'ouest par un long ensemble continu rythmé par des décalages de profondeurs et de hauteurs et par des baies allongées horizontalement,. C'est sur ce plan que commencent les travaux début 1950.
Le contre-projet de Fernand Pouillon (1912-1986) proposé fin 1950 est contraint de reprendre les fondations déjà réalisées. Il arrive cependant à séparer le long ensemble à l'ouest en quatre immeubles nettement séparés. Il modifie aussi fortement l'aspect des façades. Des murs dépassant de 4 m du plan de façade initial de Leconte, « en blocs de pierre du pont du Gard [et] traités à l’image de pilastres », impriment un sentiment de monumentalité (« à la romaine » selon Auguste Perret lui-même) qui alterne et contraste avec « le sentiment de légèreté que procurent les profondes loggias » qu'ils délimitent. Selon l'architecte et historien Jean-Lucien Bonillo, c'est cette modénature originale qui « donne à ces immeubles un caractère d’intemporalité ». Cette emprise de 4 m gagnée sur le quai est utilisée aux rez-de-chaussée pour former des galeries piétonnes en arcades.
L'immeuble à l'est de l'Hôtel de ville (groupe VII), construit dans un second temps entre 1952 et 1954, reprend cette même modénature mais présente plusieurs spécificités : plus long, plus étroit pour retrouver l'alignement de l'Hôtel de ville et des façades anciennes voisines, avec un dernier étage encore allégé moyennant la suppression de poteaux... C'est cet immeuble des 42-66 quai du Port qui, à la suite d'une initiative de ses habitants, est inscrit depuis 1993 au titre des Monuments historiques pour ses façades et sa toiture. À l'ouest, le dernier immeuble possède une configuration singulière mixant d'un côté l'aspect des immeubles de Pouillon et de l'autre l'aspect très différent de l'immeuble suivant (groupe V) construit dans l'esprit du secteur Ouest et plus particulièrement de l'ensemble La Tourette (groupe VIII) également conçu par Fernand Pouillon.
Cette « magistrale séquence » constituée de ces cinq immeubles et de l'Hôtel de ville est généralement considérée comme la « construction vedette » du quartier et comme l'une des principales œuvres de Fernand Pouillon.

Immeubles du front de quai - F. Pouillon
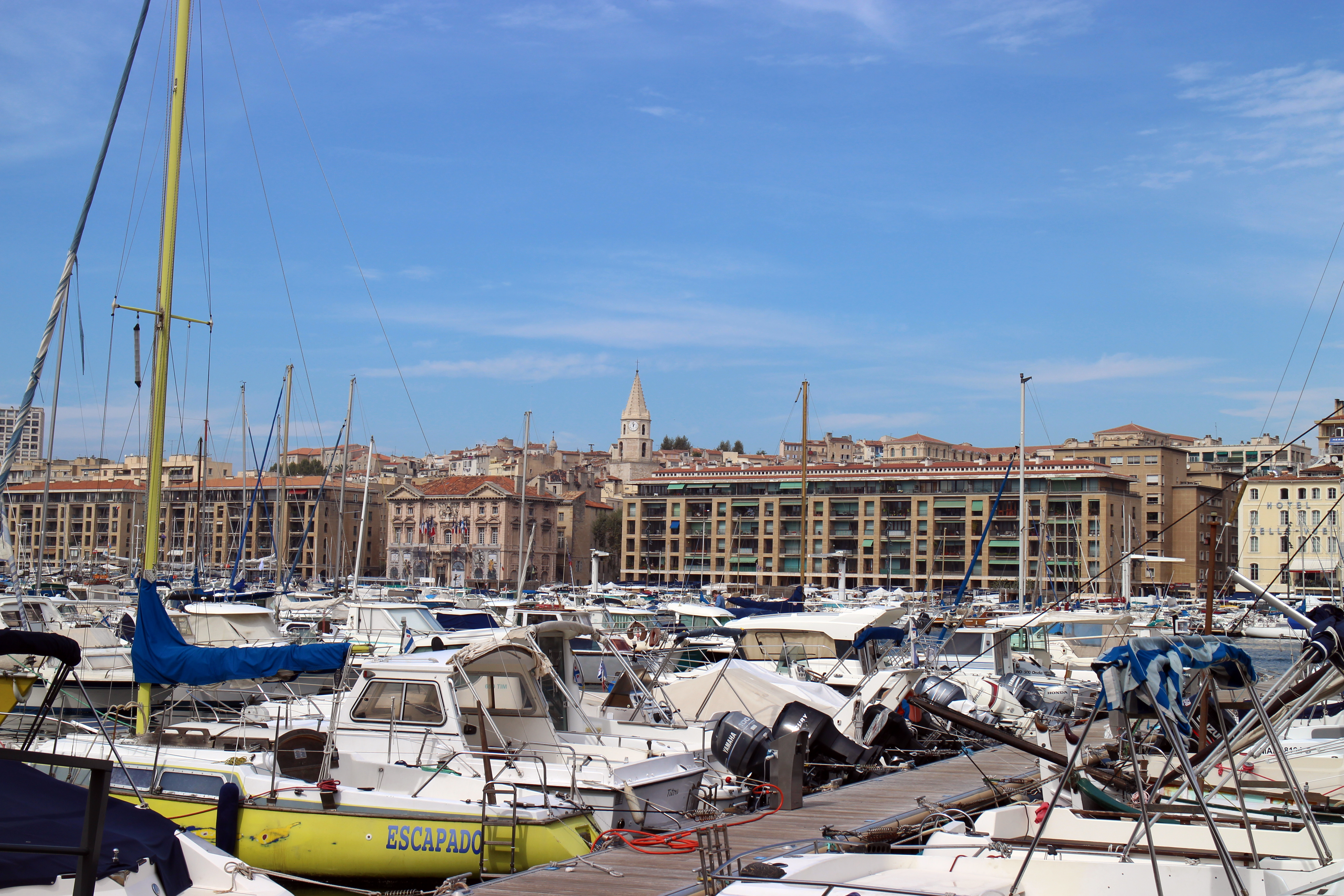
Immeuble des 42-66 quai du Port et Hôtel de ville.
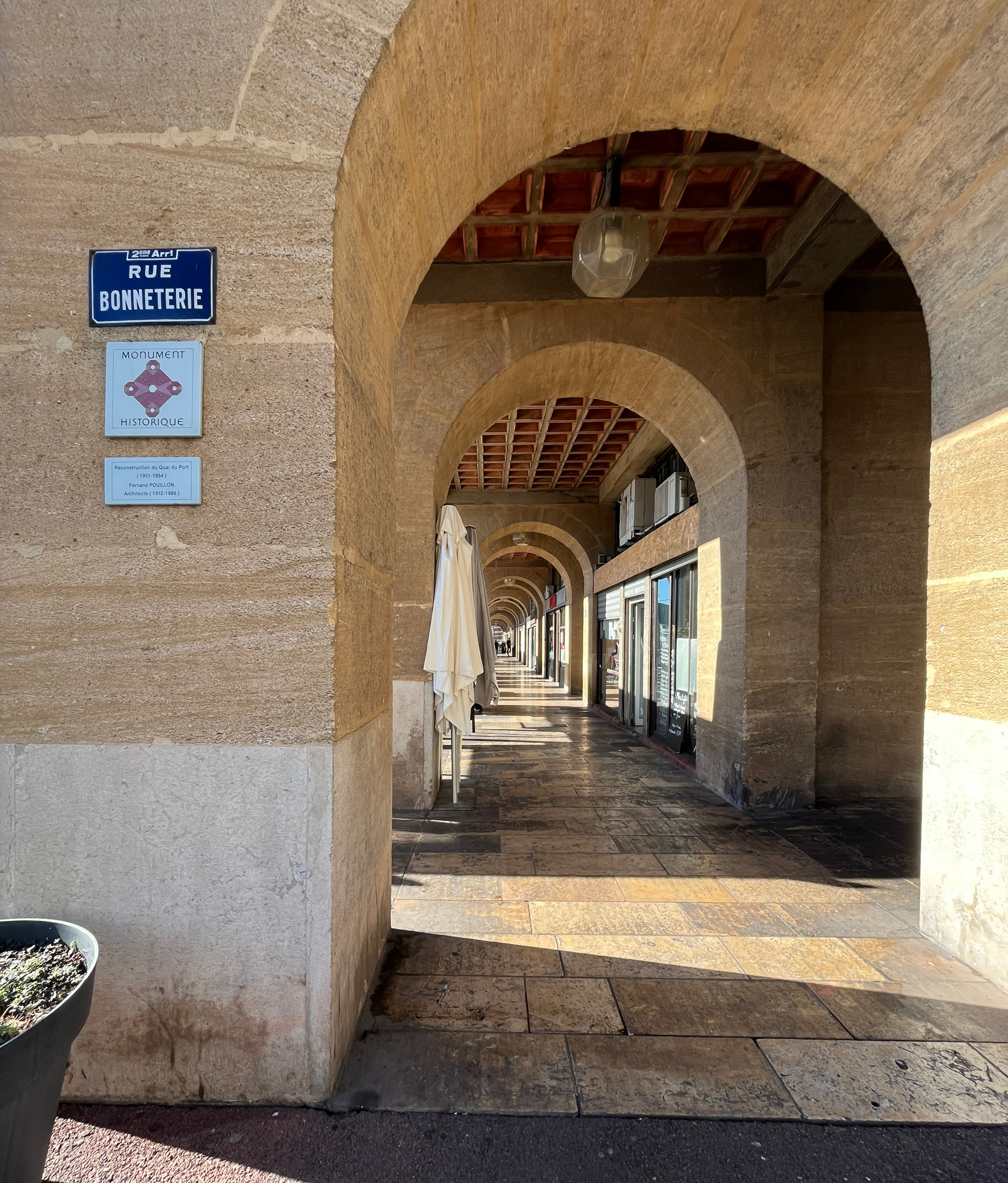
Arcades de l'immeuble des 42-66 quai du Port.
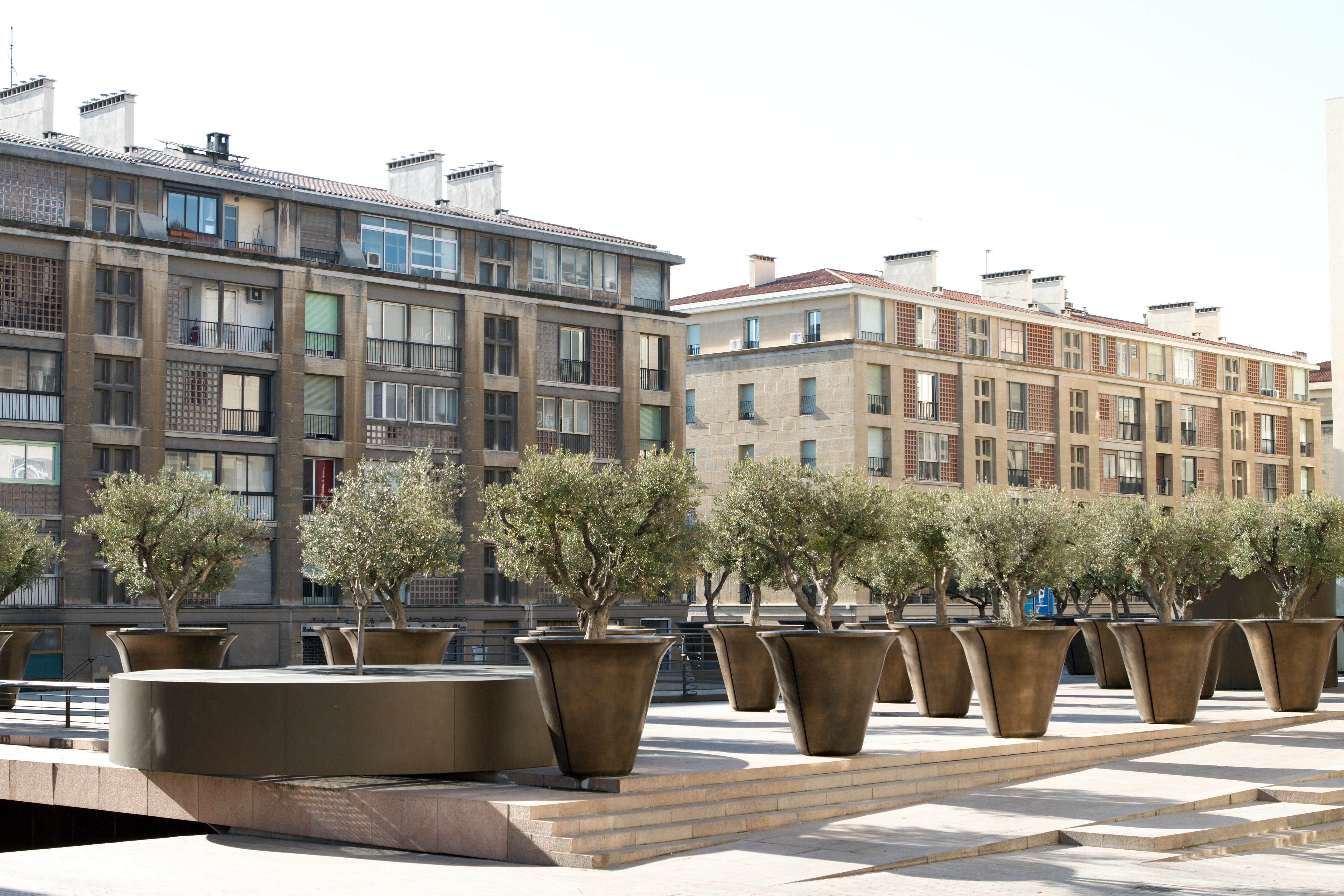
Façades arrières de deux immeubles Pouillon, place Jules Verne.
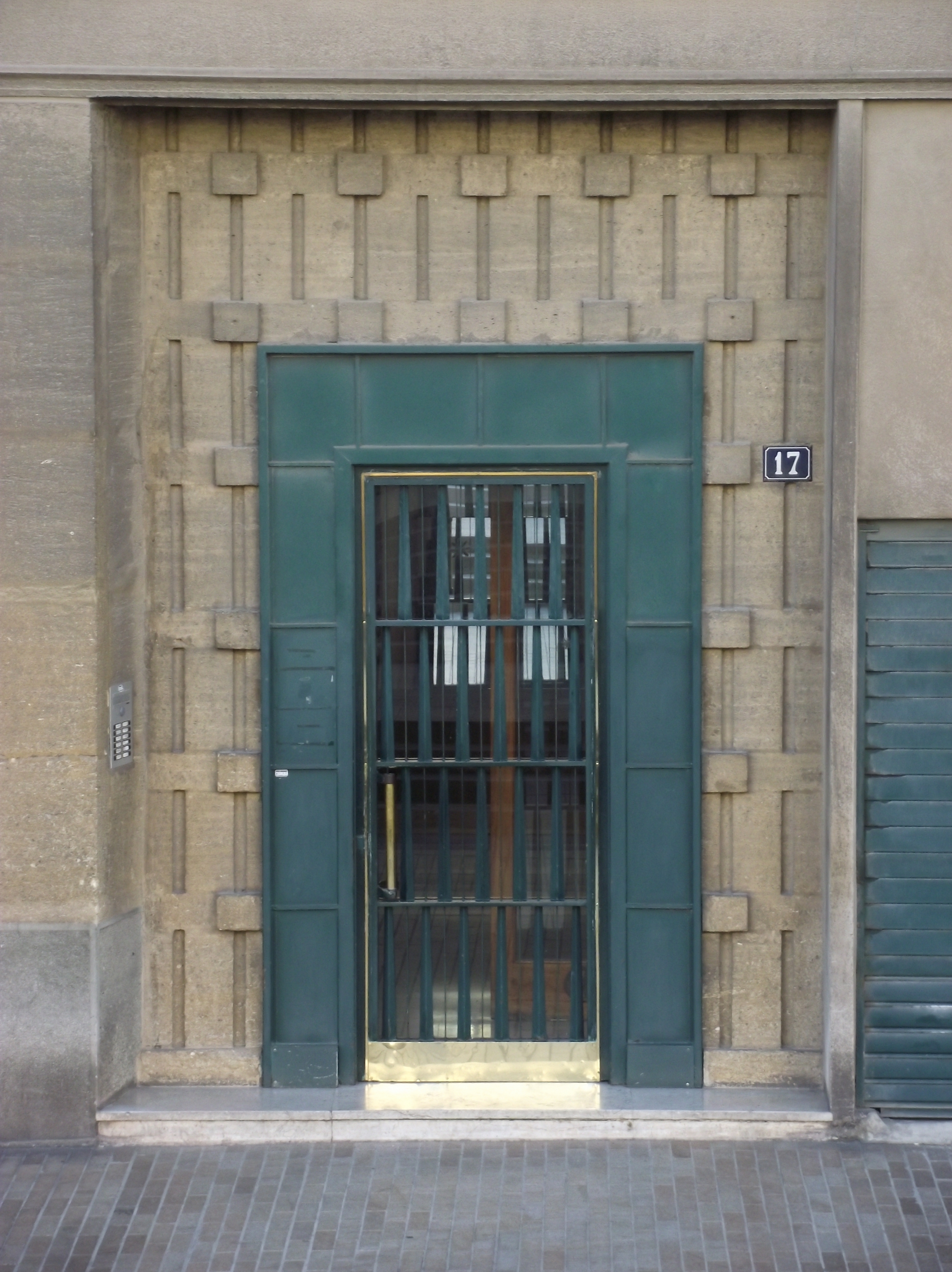
Porte donnant sur la place Jules Verne.

### Le secteur Ouest
Le secteur Ouest est marqué par la place accordée à de jeunes architectes marseillais à qui sont confiées les responsabilités de plusieurs groupes : André Devin (1905-1983), Jean Crozet (1909-1986), Fernand Pouillon (1912-1986), René Egger (1915-2016), André-Jacques Dunoyer de Segonzac (1915-2018). C'est à la fois le secteur le plus moderne (architecture type des années 1950, présence d'une tour) et celui où la volonté de retrouver un caractère méditerranéen est le plus marqué (pierres de taille, céramiques, fenêtres voutées, moucharabiehs...). L'architecte et historien Jean-Lucien Bonillo émet plusieurs hypothèses pour expliquer ce dernier point : l'influence du site plus accidenté et associé à la communauté de pêcheurs de Saint-Jean, l'influence de Fernand Pouillon qui a affirmé cette orientation à travers le premier chantier dans ce secteur (La Tourette) et qui supervise l'ensemble du projet à partir de 1951, ou encore l'influence d'Eugène Beaudouin avec qui plusieurs de ces jeunes architectes marseillais (dont en particulier Fernand Pouillon) ont travaillé entre 1941 et 1944.

#### La Tourette (groupe VIII)
Le groupe VIII est particulier à plus d'un titre. Situé sur la butte Saint-Laurent, il est un peu isolé du reste, possède une façade ouest donnant sur la mer et le port de la Joliette, et marque inévitablement le panorama depuis de nombreux points de vue. La butte elle-même apparait comme un paravent pour le quartier du Vieux-Port et l'hypothèse d'une barre venant accentuer cet effet est déjà présente dans le projet de Roger-Henri Expert puis reprise dans celui d'André Leconte en 1948. La responsabilité du groupe est confiée à Fernand Pouillon et René Egger. Ils reprennent sans grand changement le plan de masse d'André Leconte mais cherchent par ailleurs rapidement à affirmer leur indépendance.
Le projet est réalisé en deux tranches. La première concerne la grande barre ouest. Il s'agit du premier chantier lancé dans le secteur Ouest et l'un des tout premiers pour l'ensemble du projet de reconstruction. Fernand Pouillon s'y fait remarquer pour ses choix architecturaux mêlant modernité (barre, façades tramées, loggias) et tradition (dont usage affirmé de la pierre) mais aussi pour ses innovations permettant une construction rapide et de qualité. La deuxième tranche comprend les deux petites barres à l'est et la tour de 15 étages au nord. Achevée en 1953, il s'agit de la première tour d'habitation construite à Marseille et de la seule tour du quartier reconstruit. Elle pouvait se justifier par une position à l'écart du bassin du Vieux-Port et par un environnement présentant déjà d'autres verticalités : tours du fort Saint-Jean, clocher de l'église Saint-Laurent, cathédrale de la Major. Avec l'église Saint-Laurent au sud, l'ensemble forme une cour fermée (square Protis). Le projet prévoyait d'en faire un jardin mais celui-ci ne sera jamais réalisé. L'ensemble est aussi connu pour ses éléments de décoration et son « syncrétisme méditerranéen » : portes d'entrées surmontées de sculptures de Jean Amado, balcons fermés par des moucharabiehs en bois, usage de la céramique, fausses passerelles,...

Ensemble La Tourette - F. Pouillon et R. Egger
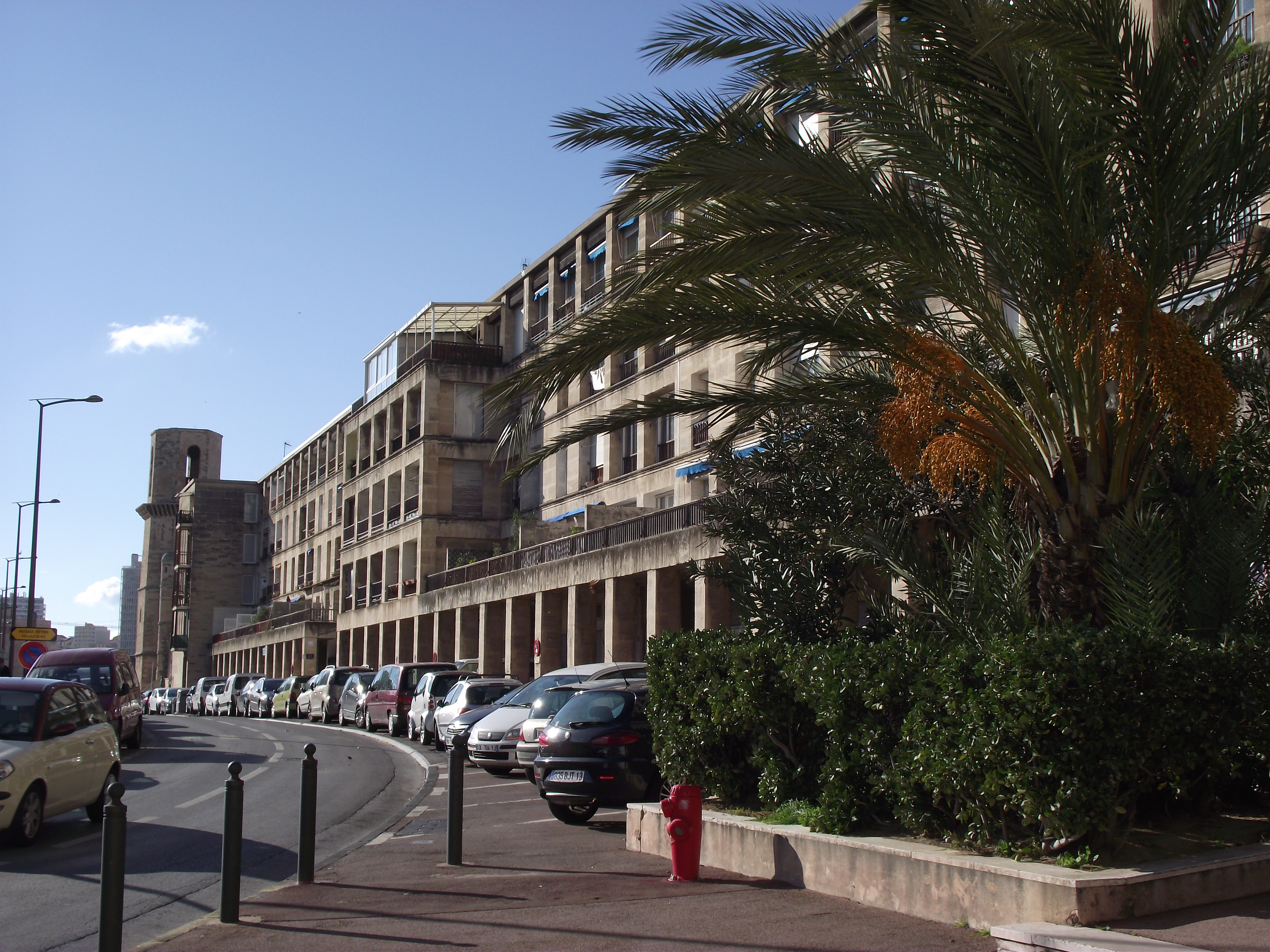
Les deux petites barres, rue Saint-Laurent.
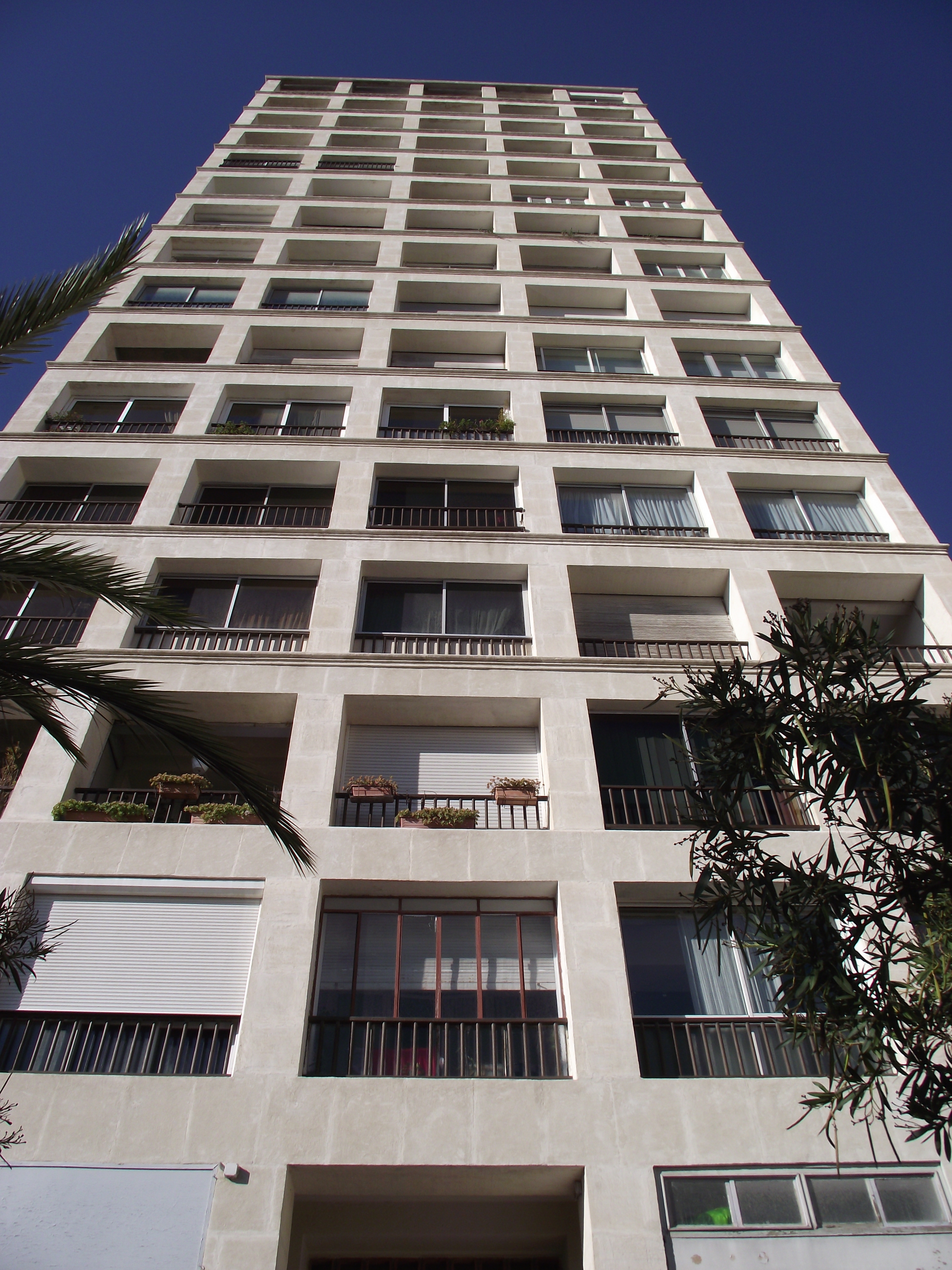
La tour de 15 étages, rue Saint-Laurent.
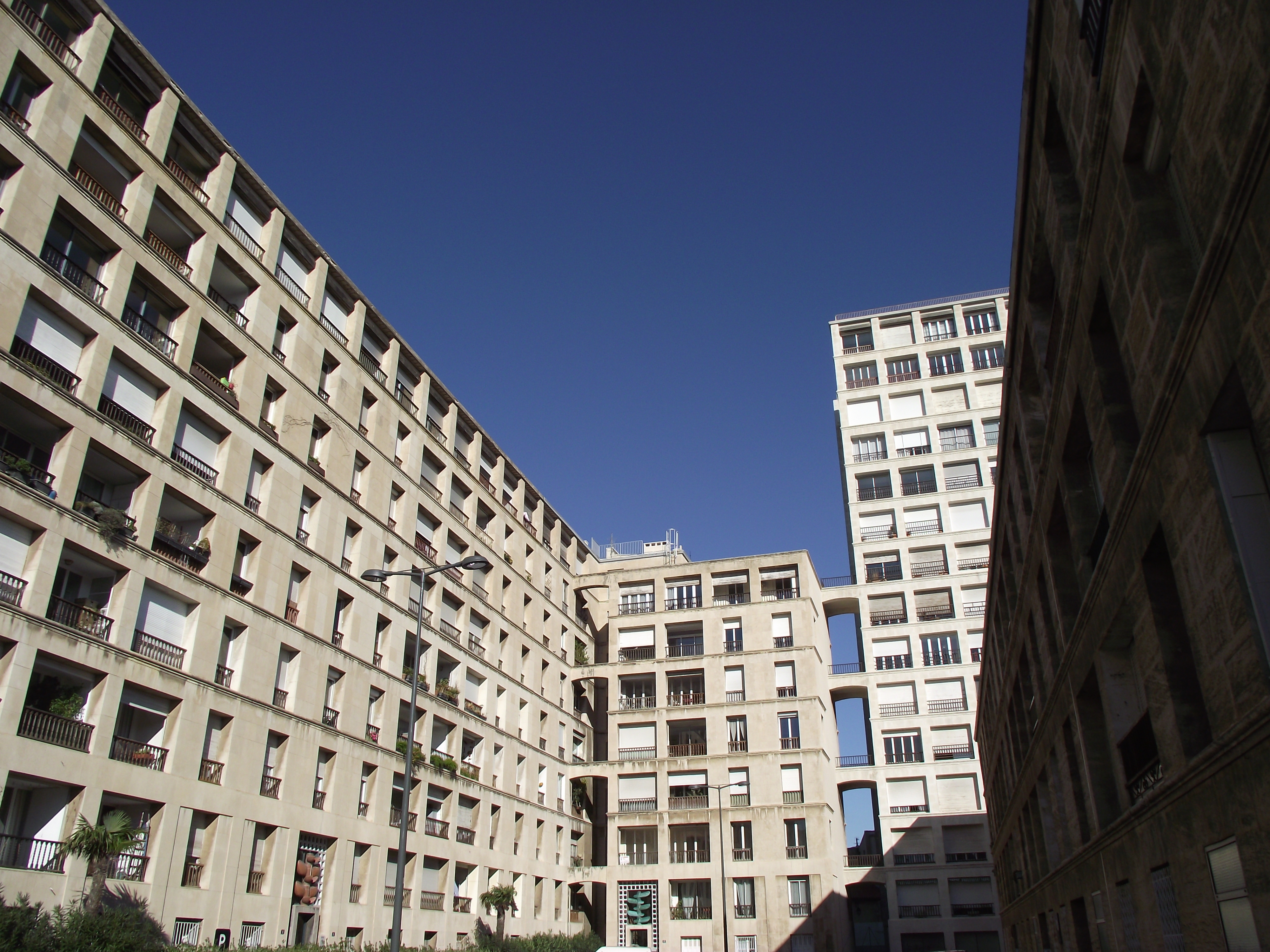
Grande barre, tour et petite barre, square Protis.
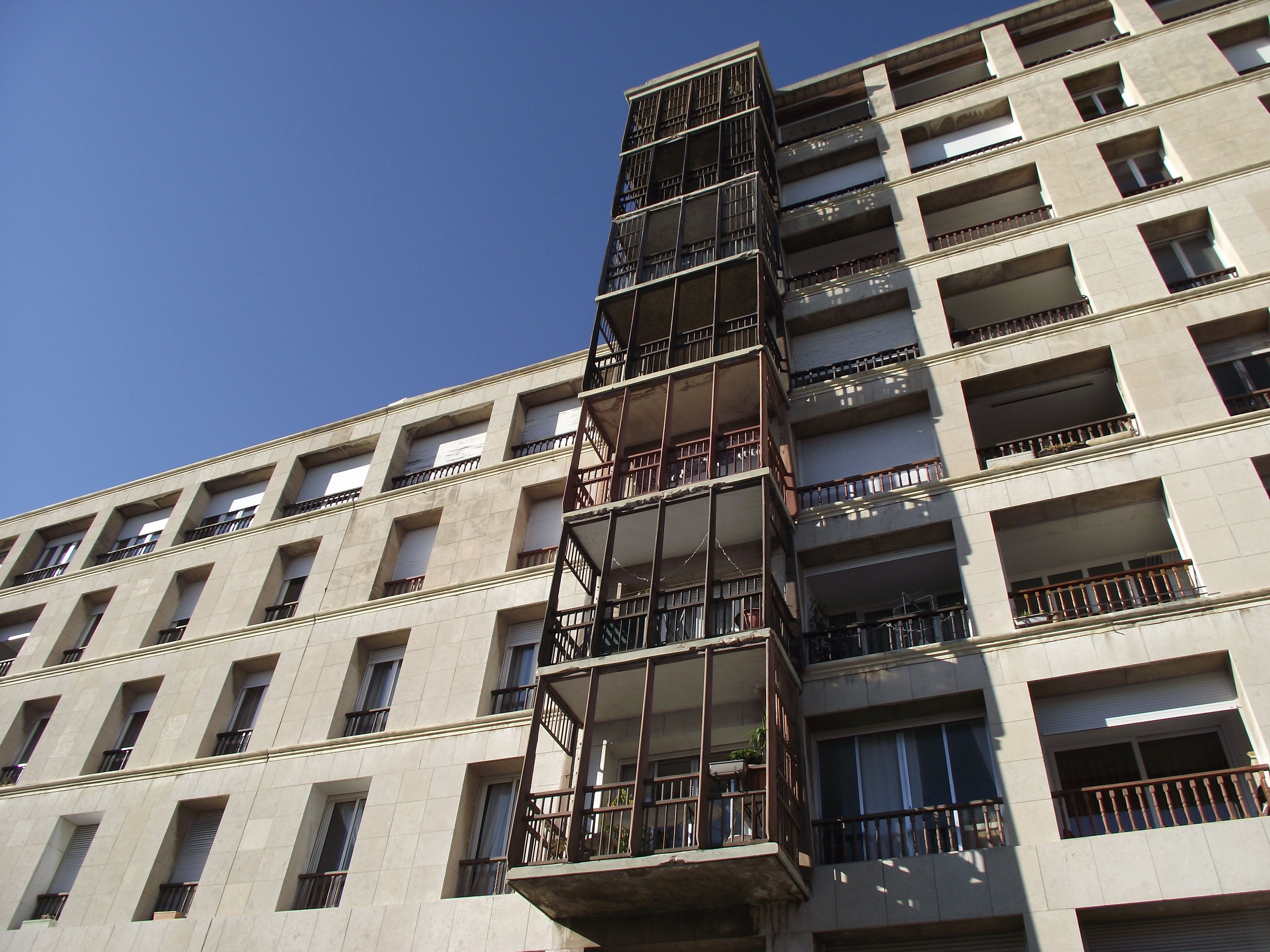
Balcons en bois de la grande barre, square Protis.
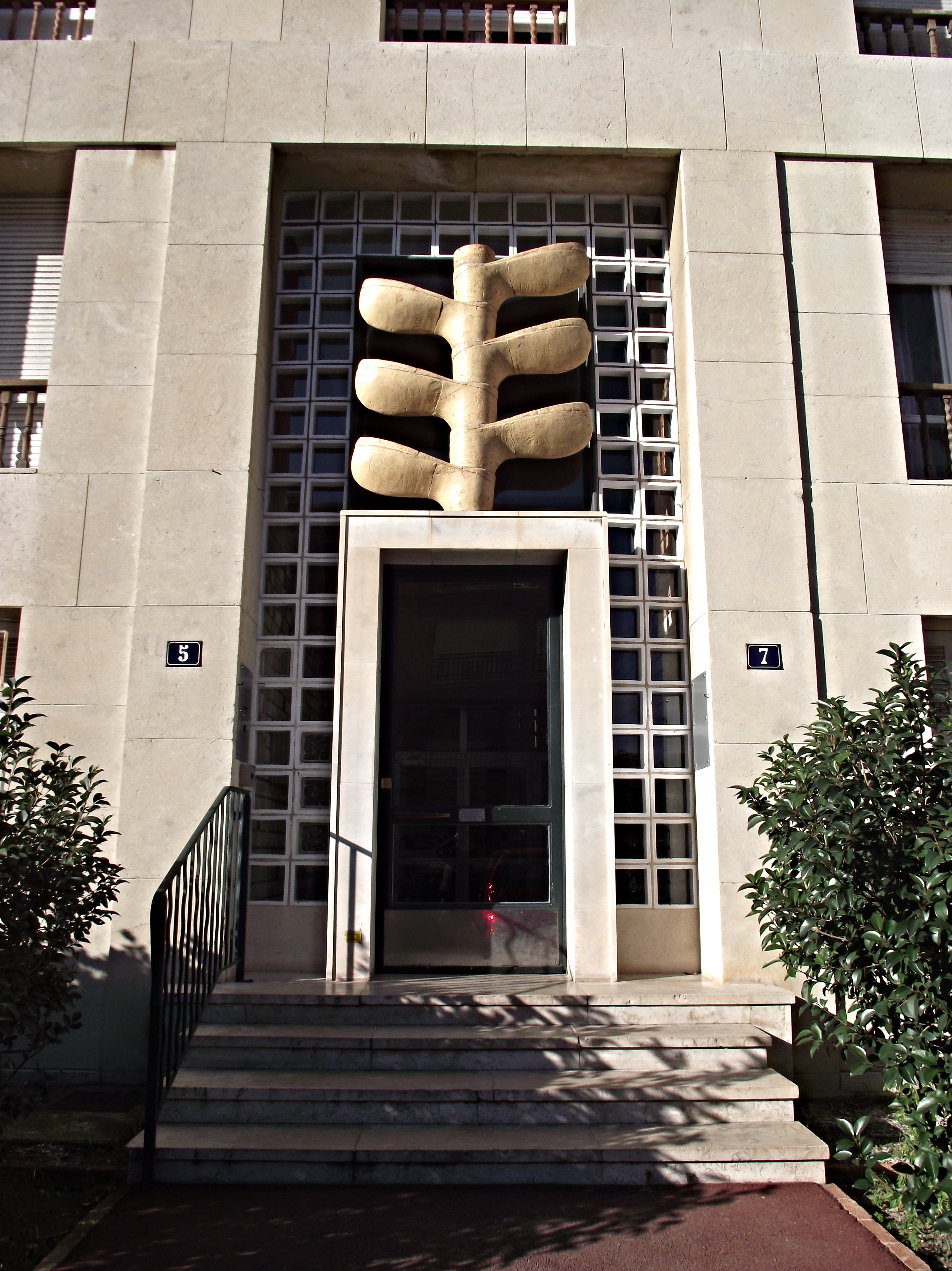
Porte et sculpture de Jean Amado, square Protis.

#### Le cœur du secteur (groupes III, IV, V, IX, XIV)
Le groupe III encadre, depuis la place de Lenche, la perspective ouverte par la rue Henri-Tasso sur la basilique Notre-Dame-de-la-Garde. Ses immeubles sont entre autres remarquables pour leurs façades en encorbellement recouvertes de dalles roses en gravillons lavés. Il est dû à l'architecte Jean Crozet (1909-1986).

Le groupe III - J. Crozet
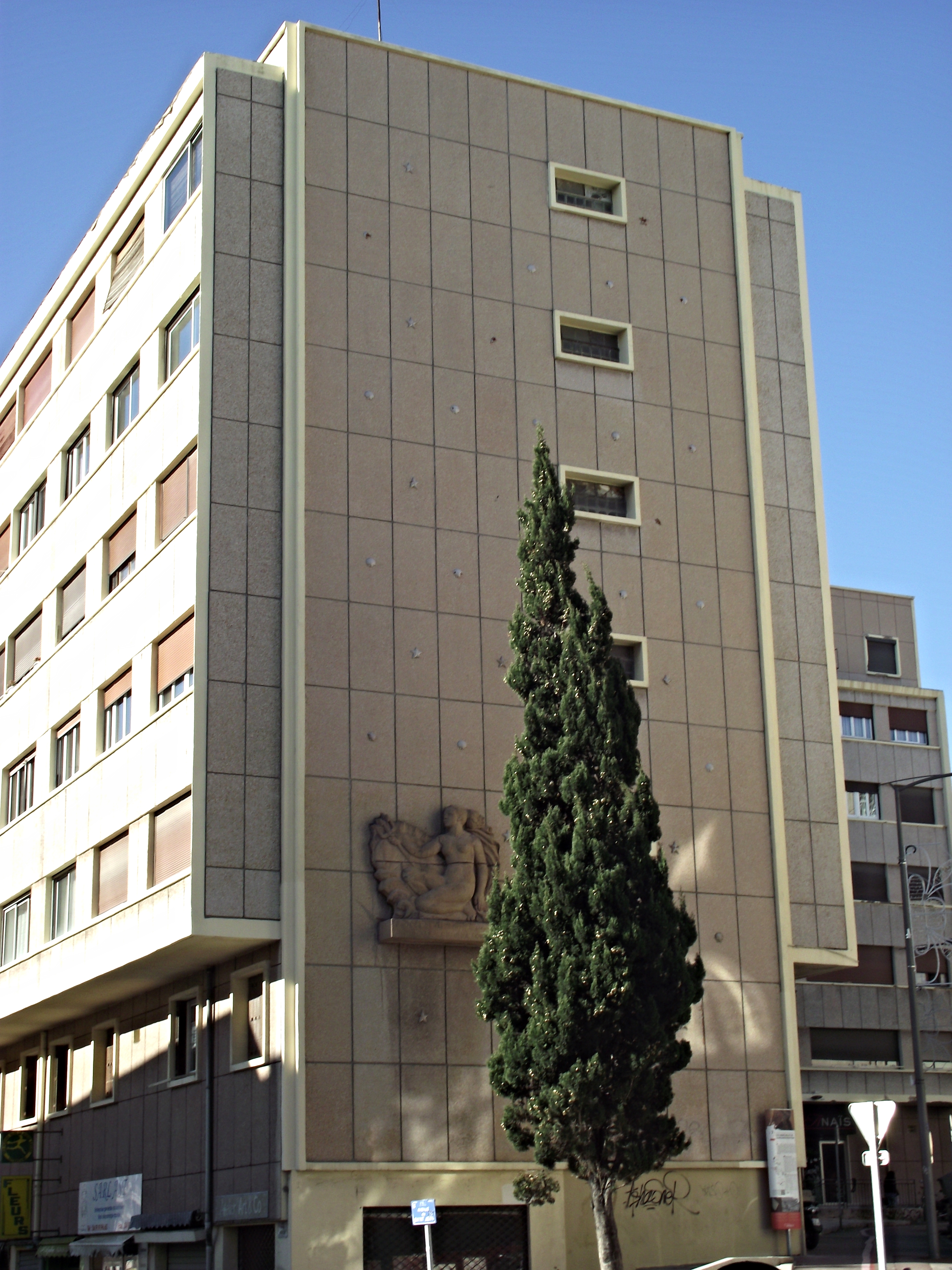
Immeuble groupe III, angle rue Caisserie - avenue de Saint-Jean.
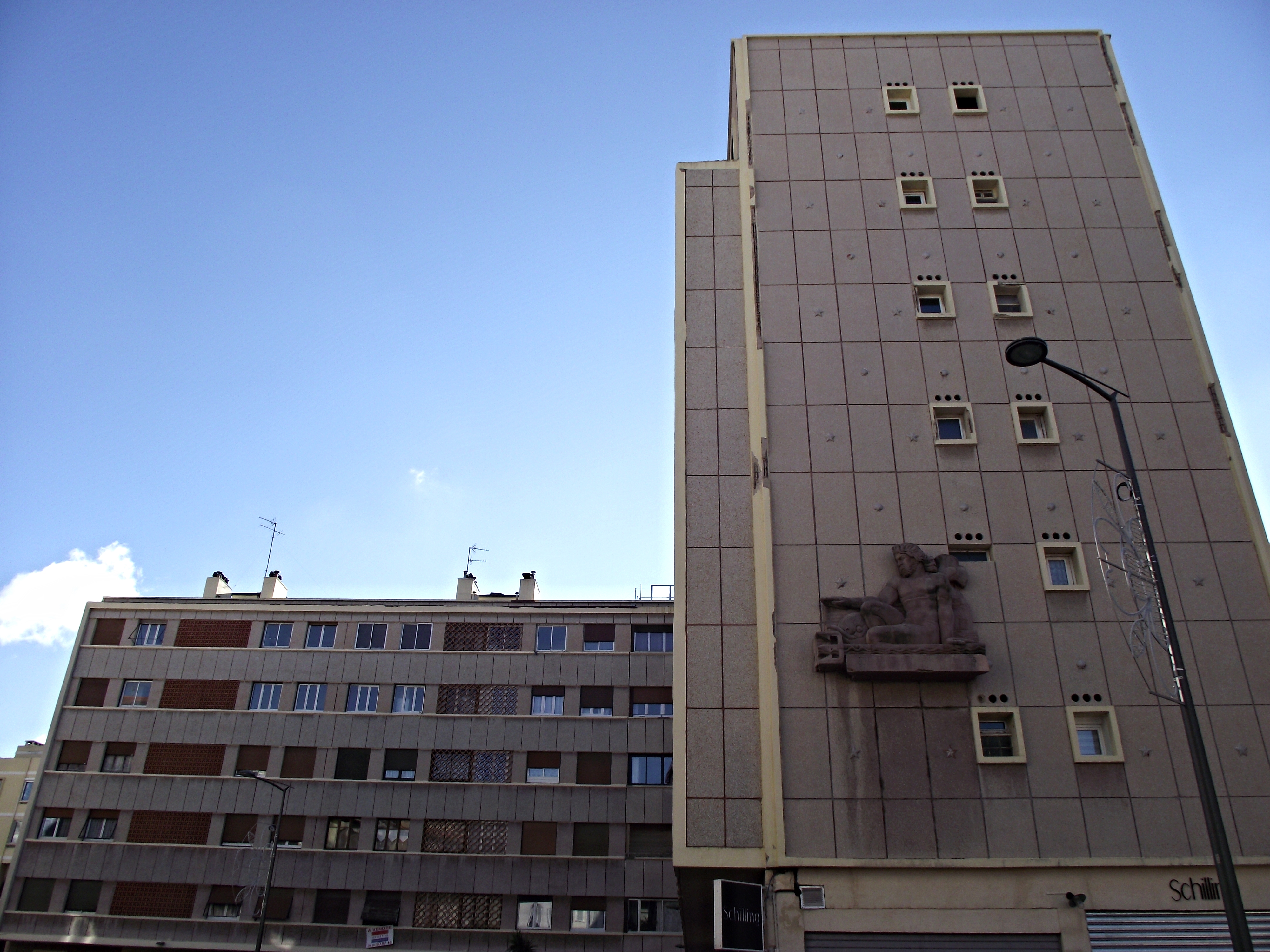
Immeuble groupe III, rue Caisserie à proximité de la place de Lenche.
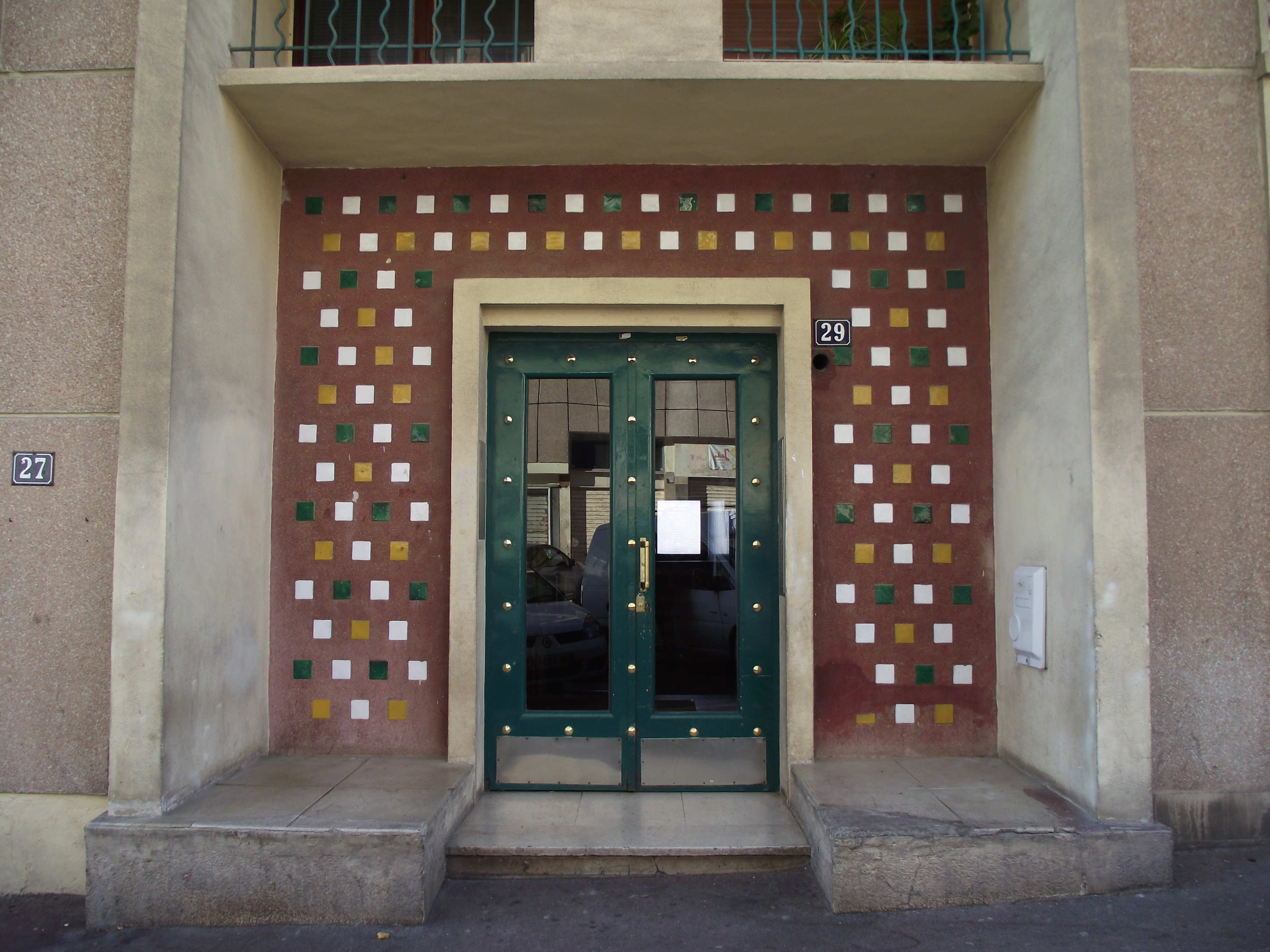
Immeuble groupe III, porte donnant sur la rue Henri-Tasso.

Le groupe XIV le long de l'avenue de Saint-Jean comprend trois immeubles conçus par André Devin (1905-1983) et André-Jacques Dunoyer de Segonzac (1915-2018). Dans l'immeuble du bas de la rue dit « Maison des pêcheurs » (no 1-19), « comptant sur l’imagerie forte et archaïque de la voûte, André Devin veut retrouver [...] le caractère d’un quartier populaire et portuaire de pêcheurs en Méditerranée ». Dans celui du haut de la rue (no 33-37), « André-Jacques Dunoyer de Segonzac marie structure en béton et remplissage en pierre de parement pour livrer un édifice rationnel et moderne dont l’expression (avant que des travaux de réfection ne le dénaturent) évoquait discrètement le jeu contrapuntique du béton et des couleurs franches et lumineuses de l’Unité d’habitation du Corbusier) ».
Le groupe IX est confié à un architecte de la génération précédente, Marius Dallest (né en 1880). Accolés à la butte Saint-Laurent, ses deux immeubles délimitent trois cours dont l'une, côté fort Saint-Jean, constitue une esplanade intermédiaire dans la montée depuis les quais vers l'église Saint-Laurent.

Le groupe IX - M. Dallest
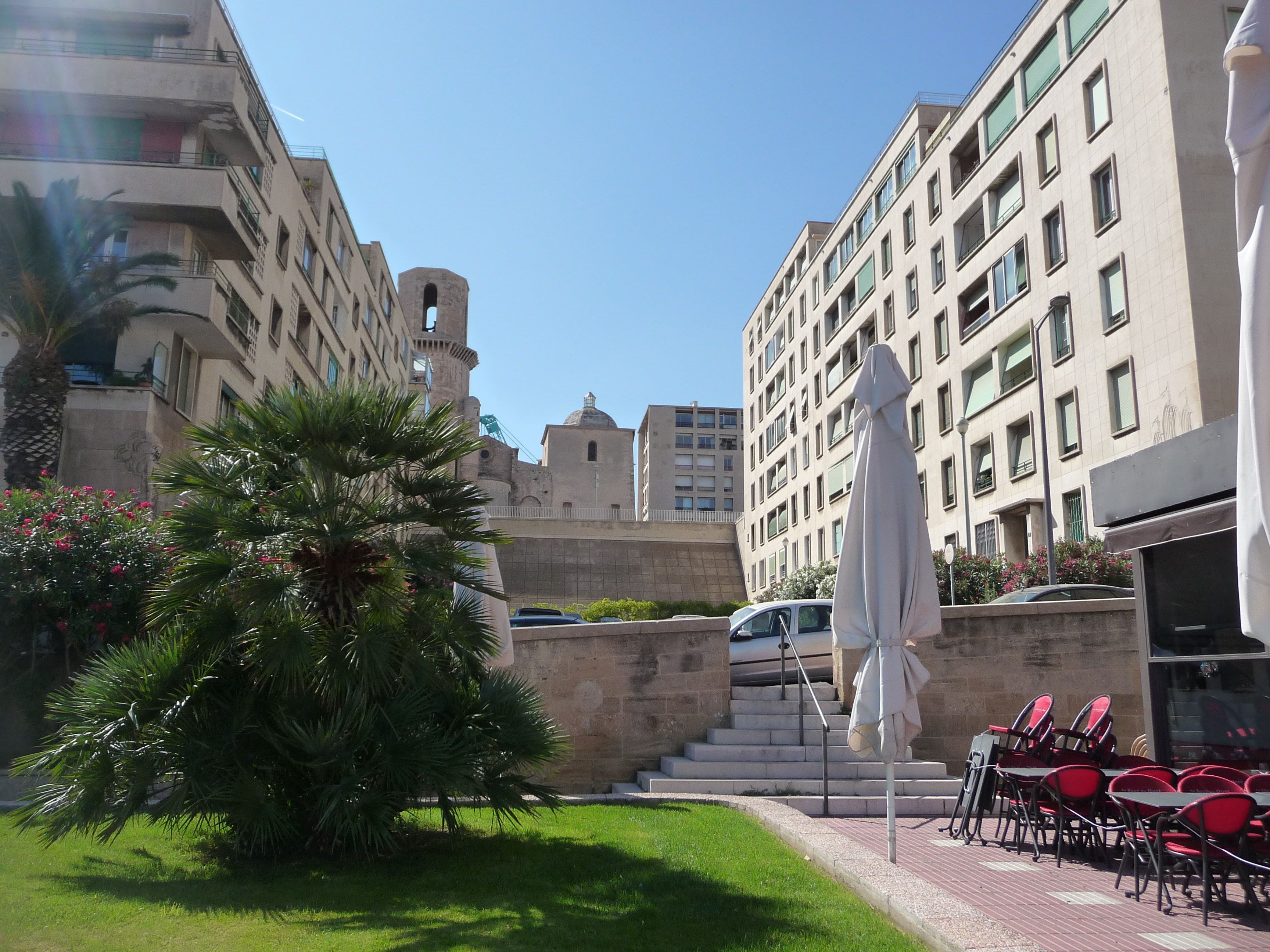
Les deux immeubles du groupe IX, quai du Port.
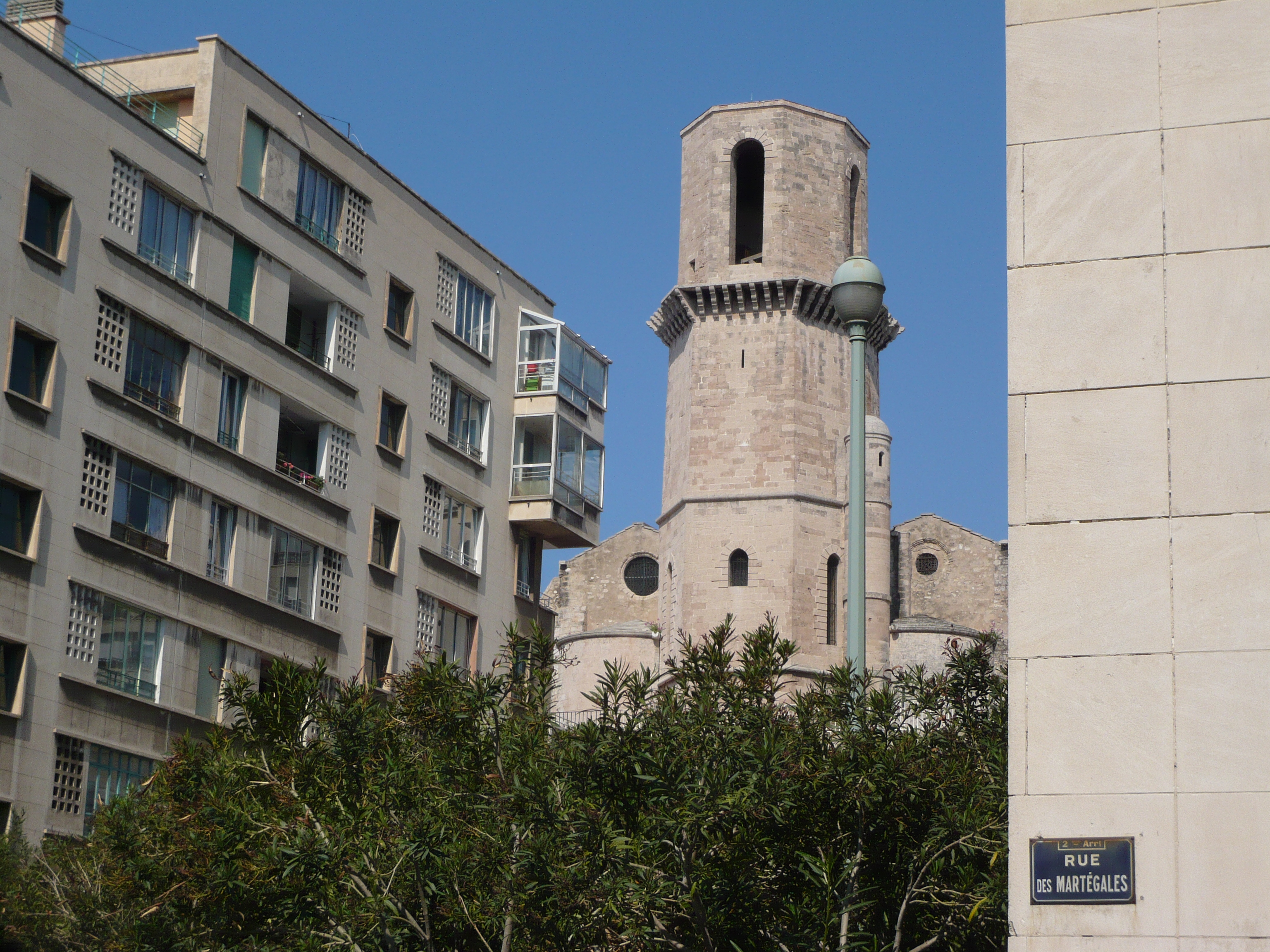
Immeuble groupe IX et église Saint-Laurent, rue des Martégales.

Le groupe V est réattribué tardivement à André Devin qui cherchera à renforcer l'impression d'unité dans une zone située au carrefour de groupes d'aspects et de gabarits très différents. Les façades en pierre à trame carrée marquée rappellent celles de La Tourette. Composé d'une barre basse de 3 étages et d'une petite tour de 8 étages, l'ensemble peut d'ailleurs être vu comme un écho en miniature de La Tourette.
Le groupe IV correspond au collège Vieux-Port, construit sur l'emplacement des vestiges du théâtre antique découvert en 1945 lors des travaux de déblaiement. Le collège est ouvert pour la rentrée 1965.

### Le secteur Est
Le secteur Est voit ses travaux commencer plus tardivement, pour l'essentiel à partir de 1952. Il est caractérisé par la dualité de son environnement : bâtiments anciens préservés à l'ouest, immeubles haussmanniens à l'est.

#### L'esplanade de la Mairie (groupe I)

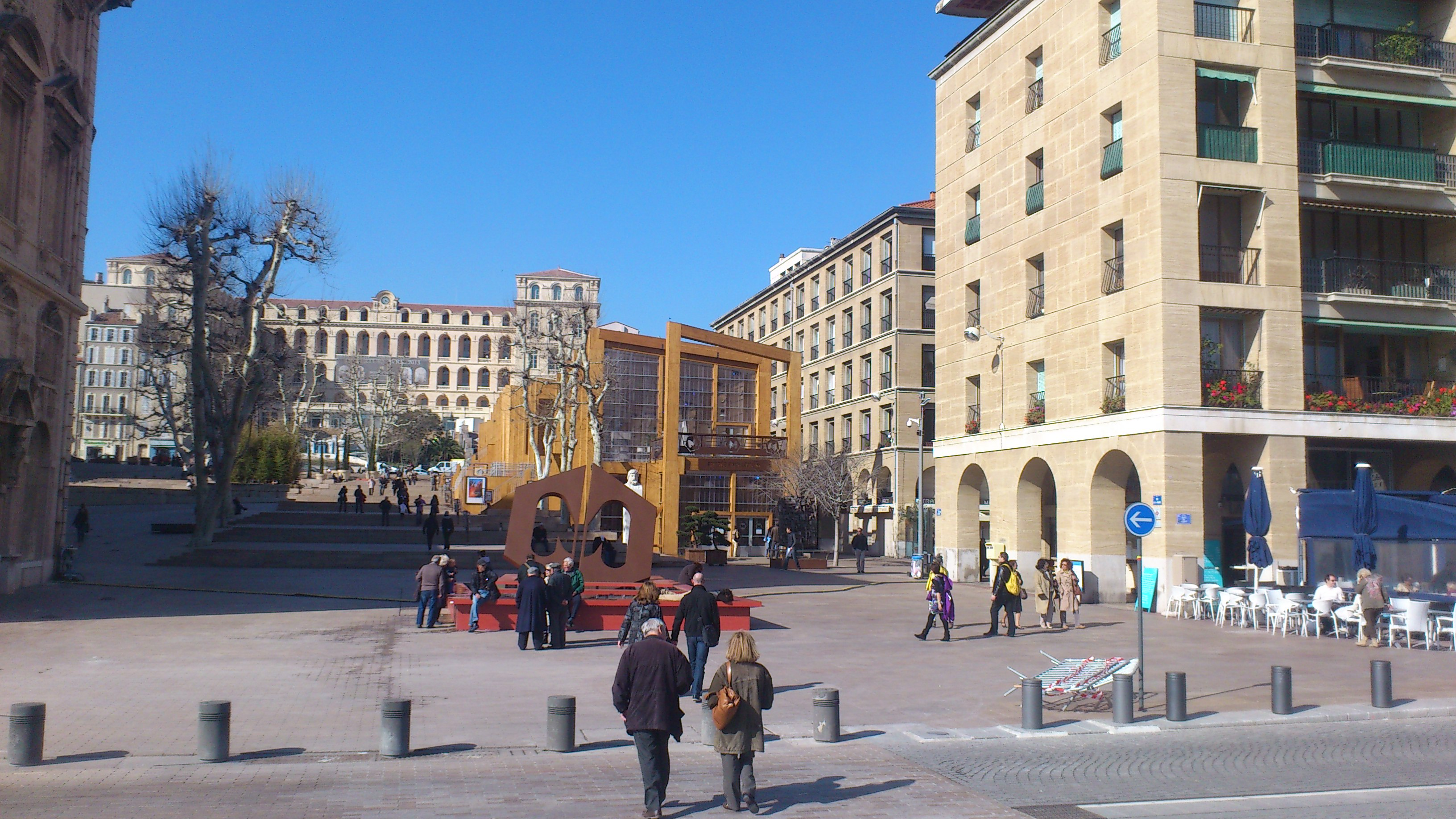
La place Villeneuve-Bargemon (ici avec une installation provisoire de Marseille-Provence 2013) ouvre une large vue sur l'Hôtel-Dieu depuis le quai du Port.

Dans le cadre du projet Leconte, André Devin (1905-1983) se voit attribuer un groupe particulier consistant en l'aménagement du vaste espace situé derrière l'Hôtel de Ville et allant jusqu'à la place Daviel (groupe I). Il s'agit notamment d'aménager l'enchainement des immeubles historiques conservés (pavillon Bargemon, Maison Diamantée, Pavillon Daviel) et de superviser la conception des nouvelles façades donnant sur cet espace. Sa nomination en 1951 comme architecte en chef adjoint du projet, en binôme avec Fernand Pouillon, lui permet un net remaniement du plan général de la zone, accentuant encore le dégagement des vues sur l'Hôtel-Dieu. L'espace a été réaménagé en 2006 (voir ci-après) pour donner l'actuelle place Villeneuve-Bargemon. Finalement, un seul nouvel immeuble est construit dans ce périmètre. André Devin lui donne une façade sobre avec arcades en rez-de-chaussée côté Hôtel de ville (en écho aux pavillons Bargemon et Daviel) et une façade à l'accent « gothique » côté place Victor Gélu, avec des fenêtres à meneaux.

#### La place Victor Gélu (groupe X-XI)
Une place dédiée au poète marseillais Victor Gélu existait dans cette zone, à proximité directe du quai. Le projet d'André Leconte prévoit de la recréer, légèrement reculée, sous la forme d'une cour bordée d'immeubles. La conception de l'ilot (groupe X-XI) est confiée à Jean Rozan (1887-1977) et Eugène Chirié (1902-1984). Ceux-ci sont contraints par les travaux d'André Devin sur le groupe I. L'agencement général de la place est sensiblement remanié,, et la conception des façades doit être repensée pour plus de cohérence avec l'immeuble du groupe I. Là où leur projet initial visait une conception rationnelle et épurée typique des années 1950, ils doivent finalement réintégrer des éléments urbains traditionnels plus complexes (galeries, bandeaux, gardes-corps...). L'ensemble combine l'utilisation de la pierre et du béton.

#### Le raccordement avec le tissu haussmannien préservé (groupes XII et XIII)
Deux groupes font la transition avec les immeubles préservés à l'est et au nord du secteur, notamment les immeubles haussmanniens de la rue du Chevalier Roze. Yvan Bentz (né en 1898), avec l'appui de Pierre Jaume (né en 1907), est chargé du groupe situé au nord (groupe XII), Louis Poutu (né en 1897) de celui situé à l'est (groupe XIII). Ces immeubles sont parmi les derniers à être construits.

#### Le déplacement de l'Hôtel de Cabre

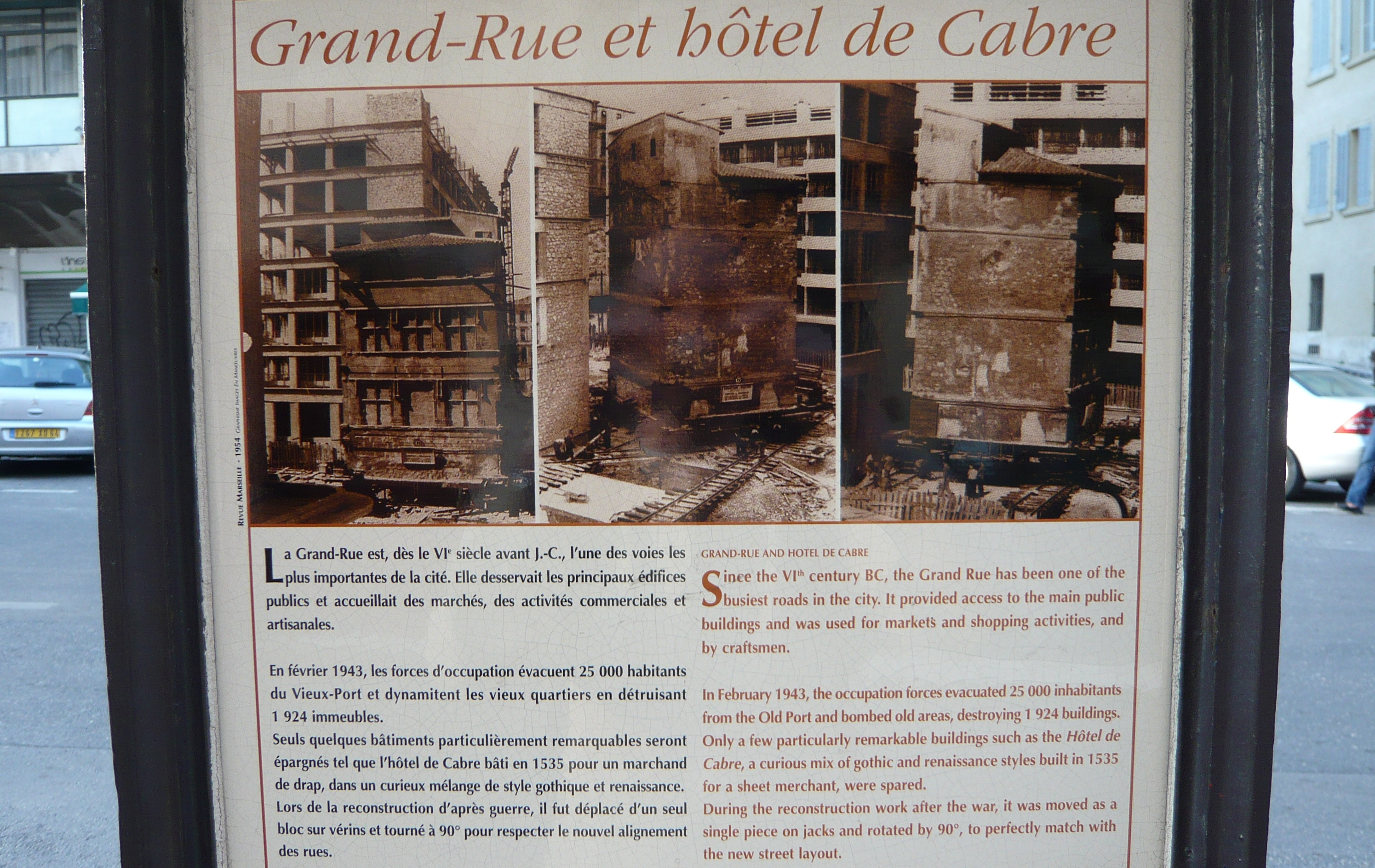
Panneau d'information sur l'Hôtel de Cabre et son déplacement en 1954.

Dès le début du projet, le sort des immeubles anciens ayant échappé au dynamitage allemand ne ressort pas comme une priorité. L'enchainement des immeubles situés derrière l'Hôtel de ville est progressivement intégré dans la réflexion (dont création du groupe I confié à André Devin). Par contre, tous les immeubles isolés sont finalement détruits en 1946, à l'exception de Hôtel de Cabre dont l'intégration sera clairement négligée. L'immeuble du groupe X-XI auquel il est attenant ne semble par exemple pas tenir compte de sa présence. Dans le cadre du projet de reconstruction, cet immeuble du XVIe siècle, le plus vieux de Marseille, gênait pour l'élargissement prévu de la Grand Rue. Il a d'abord été envisagé de le démonter pour le remonter ailleurs. Finalement, en 1954, avec l'appui d'entreprises spécialisées, il a été possible de déplacer ce bâtiment de 670 tonnes d'une quinzaine de mètres et de le tourner de 90°. Il a d'abord été tronçonné à sa base, monté sur un châssis, puis déplacé sur des rails via des vérins hydrauliques. C'est, pour l'anecdote, cette rotation qui explique pourquoi on peut voir sur son mur de la Grand Rue l'inscription gravée « rue Bonneterie » datant de l'ancienne rue qui descendait vers le port.

### Les noms des rues et places
Les rues et places du quartier reconstruit reprennent pour la plupart des noms de voies de la vieille ville disparue. Les rues situées en bordure (rue Coutellerie, Grand Rue, rue Caisserie, rue Saint-Thomé, esplanade de la Tourette) conservent pour l'essentiel leurs anciens tracés. C'est également le cas de quelques rues intérieures recréées dans le cadre du projet d'André Leconte en 1948 (rue de la Loge, rue Bonneterie, rue de la Prison). Beaucoup d'autres rues n'ont par contre plus rien de commun avec leurs homonymes anciens, si ce n'est leurs situations approximatives (rue du Lacydon, rue des Martégales, rue Saint-Laurent...). C'est également le cas des places Vivaux (au milieu du groupe II) et Victor Gélu (au milieu du groupe X-XI) (toutes deux reculées par rapport au quai) ou de la place Villeneuve-Bargemon (très largement agrandie). Quant aux petites places Fontaine-Rouvière (au pied du groupe V) ou du Château-Joly (au milieu du groupe IX), il s'agissait auparavant de relativement longues rues.
Parmi les toponymes nés du projet de reconstruction, on peut souligner la rue Henri-Tasso, nommée en l'honneur d'Henri Tasso, maire de Marseille de 1935 à 1939, mort en 1944. Cette rue, alignée sur la place de Lenche et sur une perspective sur la basilique Notre-Dame-de-la-Garde, est un autre axe important du projet Leconte. On peut également noter l'avenue de Saint-Jean (évocation de l'ancien quartier de pêcheurs de Saint-Jean), la place Jules-Verne, et le square Protis (au milieu de l'ensemble La Tourette, du nom de la figure du mythe fondateur de Marseille).
Le quai du Port, un temps renommé quai du Maréchal Pétain sous le régime de Vichy, reprend quant à lui son nom antérieur.

## Les vestiges archéologiques découverts durant le projet de reconstruction
Les travaux de reconstruction ont suscité plusieurs découvertes archéologiques.

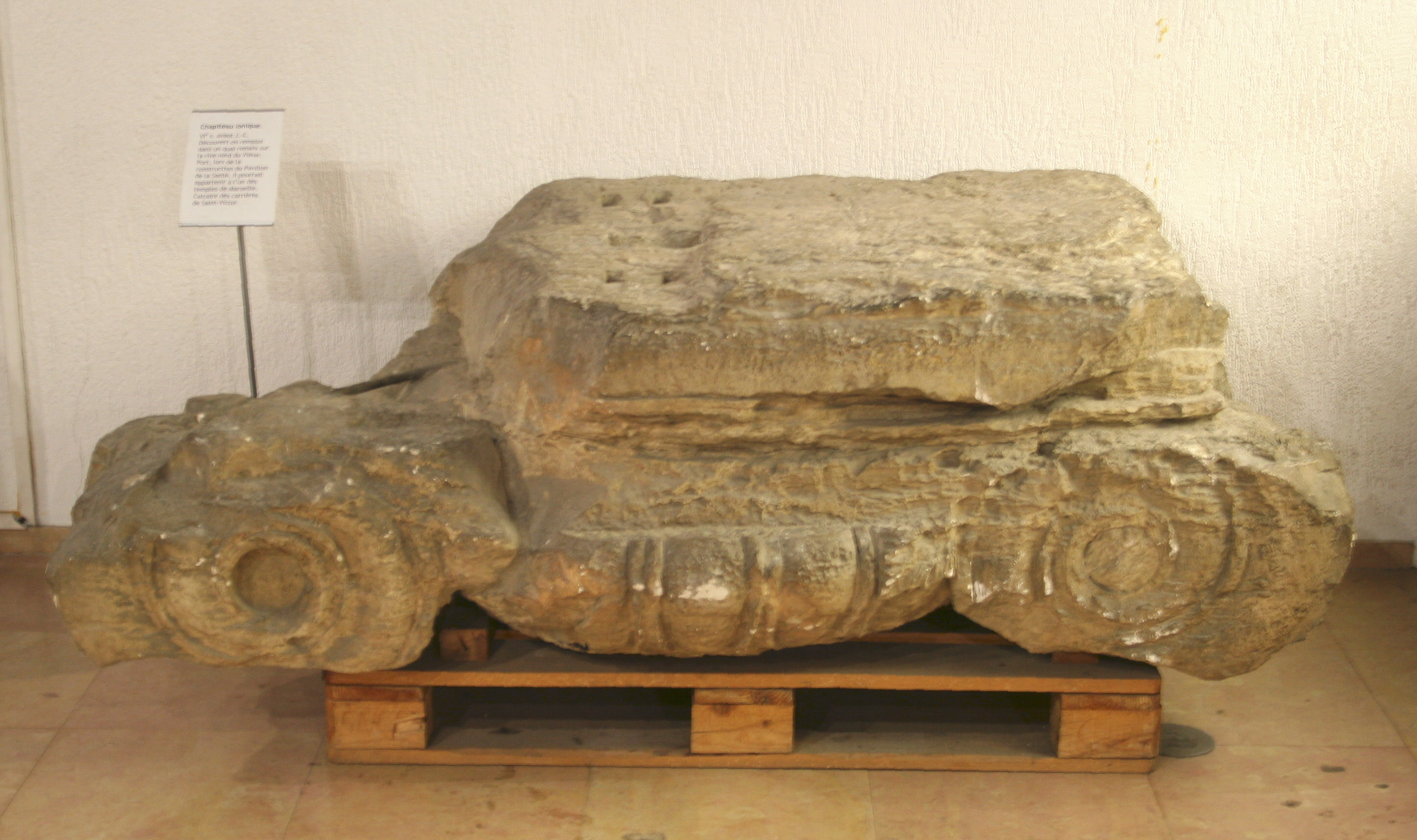
Chapiteau ionique sans doute issu d'un temple grec sur la butte Saint-Laurent.

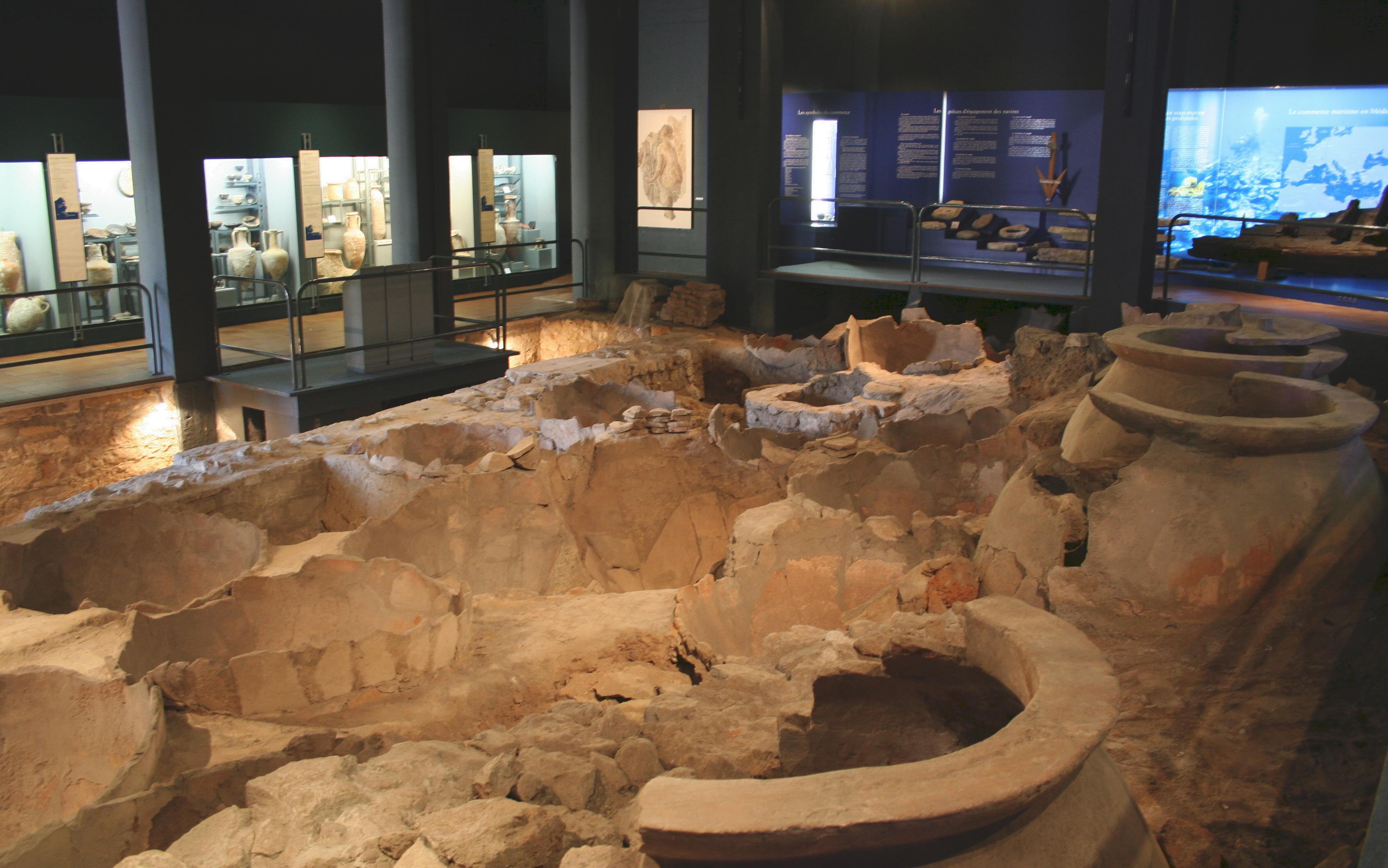
Musée des docks romains avec les dolia.

Dans le secteur Ouest, on découvre en 1945 des vestiges d'un théâtre antique adossé à la butte Saint-Laurent. Les fouilles réalisées en 1946-1948 puis en 1961-1964 ont mis au jour des éléments constitutifs de la cavea et de l'orchestra. D'abord vu comme un théâtre grec, des travaux plus récents le datent finalement du Ier siècle av. J.-C. Ces vestiges sont aujourd'hui enfouis sous les bâtiments et la cour du collège Vieux-Port. Ils sont classés au titre des Monuments historiques en 1966.
Également dans le secteur Ouest, au niveau du quai, en contrebas de la butte Saint-Laurent, le creusement d'une tranchée en 1952 conduit à la découverte d'un grand chapiteau ionique en calcaire blanc. Cette découverte isolée permet de faire l'hypothèse d'un temple grec archaïque (VIe siècle av. J.-C.) d'environ 20 m sur 45 m pour 10 m de haut, potentiellement situé sur la butte Saint-Laurent.
Dans le secteur central, en contrebas de la rue Caisserie, est mis en évidence en 1947 un entrepôt romain contenant de nombreuses dolia. Des fouilles plus poussées conduites en 1955 et 1960 ont permis de dater son activité entre la fin du Ier et le milieu du IIIe siècle. Le site est classé au titre des Monuments historiques en 1959. Une partie en est visible au sein du musée des docks romains, inauguré en 1963 et abrité dans l'un des immeubles du groupe II.
Dans le secteur Est, des sondages réalisés en 1946 au niveau de l'ancienne rue Négrel (à proximité de l'actuelle rue Méry) ont de leur côté permis de découvrir un four à amphores datant de la période grecque archaïque (vers 540-510 avant notre ère) et des vestiges d'habitations romaines avec des sols en mosaïque.

## Évolutions depuis 1960

### Rénovations
Les immeubles et ensembles d'habitation ont fait l'objet de rénovations. Certaines ont pu modifier l'aspect originel des immeubles. Ainsi celui d'André-Jacques Dunoyer de Segonzac, dans le groupe XIV, possédait « une expression [qui] (avant que des travaux de réfection ne le dénaturent) évoquait discrètement le jeu contrapuntique du béton et des couleurs franches et lumineuses de l’Unité d’habitation du Corbusier ». Le collège Vieux-Port a fait l'objet d'un important projet de réhabilitation en 2005.

### Place Jules Verne et place Villeneuve-Bargemon (1990-2006)

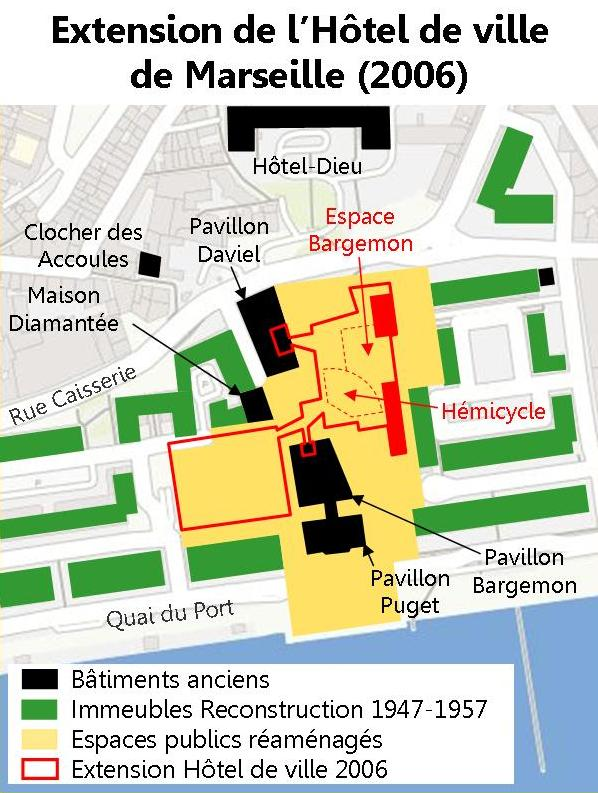
Schéma de l'extension de l'Hôtel de ville (Franck Hammoutène, 2006).

Le projet de reconstruction a laissé deux vastes espaces non construits autour de l'Hôtel de ville : d'une part la place Jules Verne où un immeuble prévu dans le plan Leconte et dans les premières versions du plan Pouillon-Devin n'a jamais été construit ; d'autre part le vaste espace volontairement dégagé par André Devin entre l'Hôtel de ville et l'Hôtel-Dieu. Ces deux espaces sont longtemps restés inexploités, laissés au stationnement des voitures.
Robert Vigouroux, maire de 1986 à 1995, lance deux projets au début des années 1990 : un parking souterrain et une extension de l'Hôtel de Ville sur la place Jules Verne ; un musée dédié au sculpteur César derrière l'Hôtel de ville. Les deux chantiers sont lancés mais finalement interrompus à la suite de l'élection de son successeur Jean-Claude Gaudin, laissant ces espaces condamnés pendant une dizaine d'années. L'idée de musée César est abandonnée et un nouveau concours pour une extension de l'Hôtel de ville est lancé en 1998. Le projet de Franck Hammoutène est retenu en 1999 et livré en 2006. Les espaces intérieurs (dont nouvelle salle des délibérations en hémicycle, bureaux, hall d'exposition...) sont pour l'essentiel enterrés, le toit définissant de nouveaux espaces urbains en surface pour la place Jules Verne et la nouvelle place Villeneuve-Bargemon,. Cette réalisation apporte enfin une réponse au besoin d'extension de l'Hôtel de ville abordé par tous les plans d'urbanisme successifs (Gréber, Beaudouin, Expert...), et ce tout en préservant l'espace ouvert reliant l'Hôtel-Dieu au Vieux-Port pensé durant le projet de reconstruction.

### Réaménagement du quai (2013)
Un projet de réaménagement des quais du Vieux-Port est initié en 2009. Attribué à l'architecte anglais Norman Foster et au paysagiste Michel Desvigne, il vise pour l'essentiel à rendre cet espace emblématique de Marseille aux piétons, d'un côté en réduisant le nombre de voies de circulation, de l'autre en installant des pontons flottants pouvant accueillir les équipements portuaires. La première tranche allant de l'Hôtel de Ville sur la rive nord à la place aux Huiles sur la rive sud, en passant par le quai de la Fraternité, est livrée en 2013. Sur la rive nord, les travaux devant prolonger le projet jusqu'au fort Saint-Jean, initialement prévus pour 2017, restent depuis ajournés sine die.

### Nouvelles découvertes archéologiques
La plupart de ces chantiers ont fait l'objet de fouilles archéologiques préventives : parking place Jules-Verne (1992-1993, Cnrs et Inrap), musée César (1995-1997, Cnrs et Inrap), extension de l'Hôtel de ville (2002-2004, Inrap), collège Vieux-port (2005, Inrap),. Ces fouilles ont permis d'améliorer la connaissance de cette zone littorale depuis la remontée de la mer vers -3600 jusqu'à nos jours : premières traces d'occupations humaines, port grec archaïque, chantier naval grec dont usage de cales sèches, entrepôts romains avec dolia, traces d'urbanisation et d'activités médiévales... Plus spécifiquement, on peut souligner quelques découvertes remarquables :
- d'un îlot urbain grec datant des VIe et Ve siècles av. J.-C. comprenant un « édifice exceptionnel évoquant une salle de banquet, avec un luxe inconnu à Marseille » (fouilles du collège Vieux-Port)[75] ; ce site a été classé au titre des Monuments historiques en 2009[76] ;
- de quatre épaves d'un « intérêt exceptionnel », deux grecques datant du VIe siècle av. J.-C. à l'époque de la fondation de la cité phocéenne, deux romaines datant du IIe siècle apr. J.-C. supposées provenir de bateaux de dragage (fouilles de la place Jules verne)[77],[78] ; ces quatre épaves sont exposées au Musée d'histoire de Marseille (MHM) ;
- d'un atelier monétaire grec, « le seul à avoir été fouillé dans tout le monde grec » (place Villeneuve-Bargemon)[79] ;
- de thermes romains (place Villeneuve-Bargemon)[79].

### Reconnaissance des victimes de l'évacuation du Vieux-Port

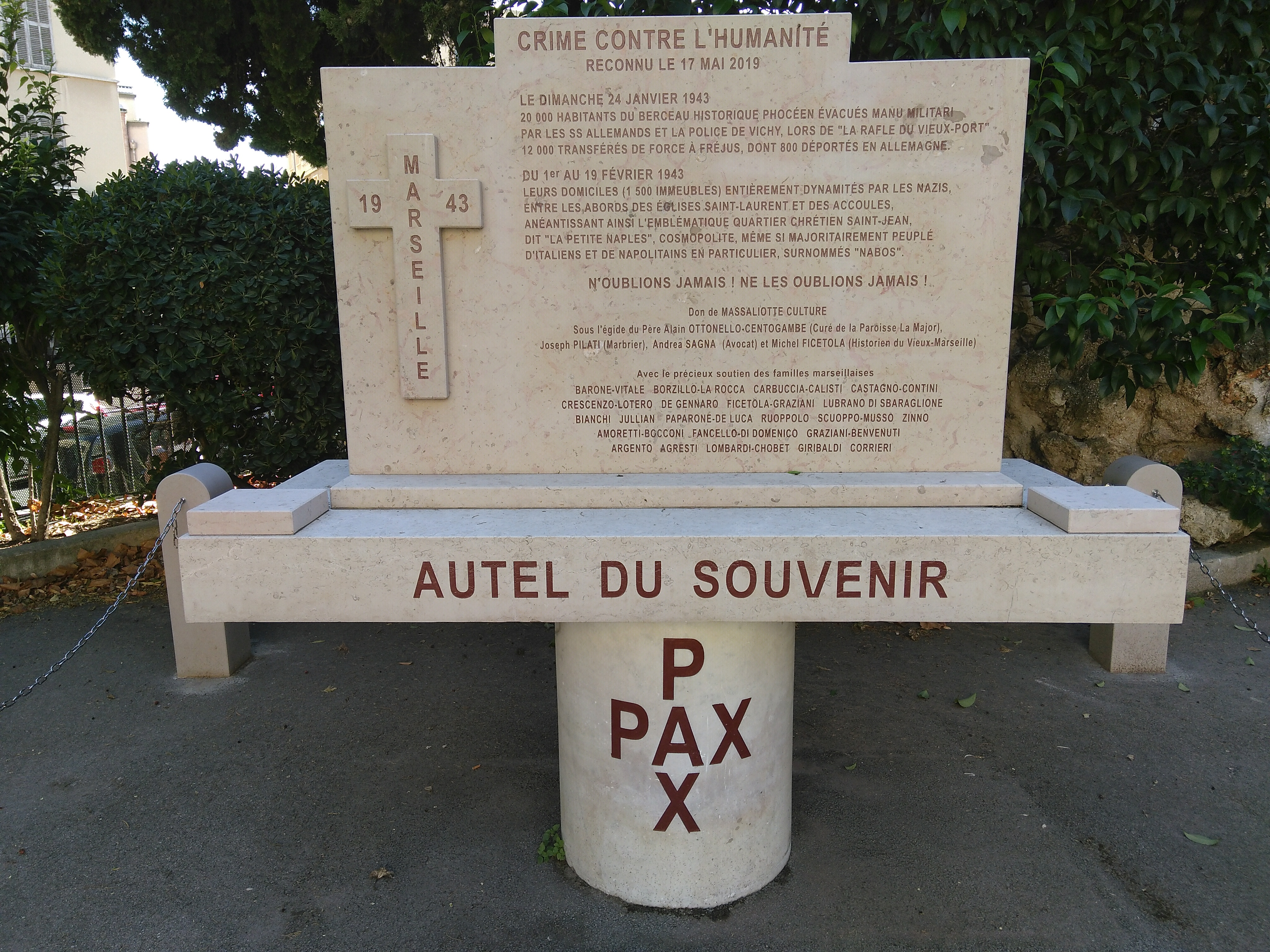
Autel du souvenir dans le jardin de l'église des Accoules.

Une première plaque commémorative est déposée par le « Groupement des évacués du Vieux-Port » à l'issue des travaux de reconstruction, en 1962, dans la Grand Rue, sur l'immeuble du groupe X-XI. Pour autant, ces évènements liés à l'évacuation de 20 000 habitants puis au pillage et à la destruction de leurs habitations restent longtemps dans l'ombre mémorielle des grandes rafles de l'été 1942 et, sur Marseille même, des déportations. C'est surtout à partir des années 2000 que différentes démarches contribuent à leur reconnaissance : documentaire Marseille, janvier 1943 : Opération Sultan de Jean-Pierre Carlon en 2004, travaux de l'historien marseillais Michel Ficetola à partir de 2015, dépose d'une plaque commémorative sur la place de Lenche en mars 2018...
Le 17 janvier 2019, l'avocat Pascal Luongo dépose pour ces évènements une plainte contre X pour crimes contre l’humanité. Celle-ci conduit à l'ouverture d'une enquête préliminaire par le parquet de Paris le 29 mai 2019, générant de très nombreux articles dans toute la presse locale et nationale. Cette reconnaissance juridique est mise en avant par une nouvelle plaque commémorative posée en octobre 2019 sur un « Autel du souvenir » dans le jardin de l’église des Accoules.

## Reconnaissance
Longtemps associées aux souvenirs de guerre et de destruction puis, encore aujourd'hui, à l'idée d'une architecture de l'urgence, froide ou évoquant déjà les grands ensembles des années 1960, n'arrivant pas à gommer la nostalgie des quartiers anciens, les réalisations de reconstruction des années d'après-guerre sont d'abord restées en long « purgatoire ». Le livre d'Anatole Kopp L’Architecture de la reconstruction en France, 1945-1953, publié en 1982, est souvent cité comme le jalon marquant le début d'une reconnaissance,.
À Marseille, pour la période 1945-1955, outre la Cité radieuse, ce sont essentiellement les réalisations de Fernand Pouillon et André Devin qui sont aujourd'hui reconnues. Pour le quartier du Vieux-Port, cette reconnaissance débute par une initiative des habitants qui aboutit en 1993 à l'inscription au titre des Monuments Historiques de l'immeuble Pouillon des 42-66 quai du Port. L'ensemble La Tourette (groupe VIII) a de son côté reçu en 2000 le label Patrimoine du XXe siècle. Plus largement, toujours en 2000, c'est l'ensemble du quartier qui a reçu ce même label,, devenu depuis label Architecture contemporaine remarquable (ACR).
Des initiatives grand public visent depuis les années 2000 à faire connaitre ce patrimoine. En 2007, avec le soutien du Conseil Général des Bouches-du-Rhône, une exposition intitulée « Architectures de la reconstruction à Marseille : Le quartier du Vieux-Port, 1940-1960 » est organisée dans les locaux des Archives départementales. En 2014, l'association La Compagnie des rêves urbains publie l'un de ses Carnets de ballade urbaine sur le thème « Marseille moderne », centré sur le quartier du Vieux-Port.

### Vidéographie
- [vidéo][Conférence de l'historienne [[Renée Dray-Bensousan]], animée par Laurence Garson, organisée par le Musée d'Histoire de Marseille en janvier 2021] « Janvier 1943, l'opération Sultan, une punition pour Marseille », 2021, 63 min, Musée d'Histoire de Marseille (consulté le 29 décembre 2022)
- [vidéo][Documentaire sur l'évacuation et la destruction du Vieux-Port] « Marseille assassinée », Jacques Mouton et Michel Ficetola (réalisateurs), 2018, 47 min, Archives du Comité du Vieux-Marseille (consulté le 29 décembre 2022)
- [vidéo][Film de propagande du maire communiste sortant Jean Cristofol lors des élections d'octobre 1947] « Voilà Marseille », Georges Baze (réalisateur), F. Migozzi (scénario), 1947, 27 min, Ciné-Archives (fonds audiovisuels du PCF) (consulté le 29 décembre 2022)
- [vidéo][Documentaire réalisé par quatre étudiants de l'École Nationale Supérieure d'Architecture de Marseille] « La Tourette, Fernand Pouillon », Hugo Faure, Jean-Pierre Italiano, Hugot Benoit, Cazembé Henry (réalisateurs), 2013, 16 min, ENSA Marseille (consulté le 29 décembre 2022)